# Кавалеры ордена Святого Георгия IV класса Б
Кавалеры ордена Святого Георгия IV класса на букву «Б» 
Список составлен по алфавиту персоналий. Приводятся фамилия, имя, отчество; звание на момент награждения; номер по списку Григоровича — Степанова (в скобках номер по списку Судравского); дата награждения. Лица, чьи имена точно идентифицировать не удалось, не викифицируются. Курсивом выделены кавалеры, получившие орден за службу в частях Восточного фронта Русской армии во время Гражданской войны.

## Ба
- Бабаджанов, Георгий Васильевич; капитан; 6 сентября 1917
- Бабаев, Василий Терентьевич; есаул; 12 февраля 1917
- Бабаев, Кирилл Савич; лейтенант; № 1899; 26 ноября 1807
- Бабаев, Кузьма Петрович; поручик; 19 декабря 1917
- Бабаев, Тимофей Савич; капитан-лейтенант; № 2276; 26 ноября 1810
- Бабак, Александр Гаврилович; подпоручик; 31 октября 1917
- Бабанин, Николай; прапорщик; 18 октября 1917 (посмертно)
- Бабанин, Фёдор Михайлович; подполковник; № 2020; 26 ноября 1808
- Бабанов, Алексей Иванович; майор; № 7124; 19 февраля 1844
- Бабановский, Македон Петрович; подполковник; № 8055; 26 ноября 1848
- Бабановский, Николай Алексеевич; секунд-майор; № 877; 26 ноября 1791
- Бабарыкин, Пётр Иванович; генерал-майор; № 478; 26 ноября 1787
- Бабенко, Ефим Семёнович; подпоручик; 26 августа 1916
- Бабенко, Иван; прапорщик; 3 сентября 1916 (посмертно)
- Бабиев, Николай Гаврилович; генерал-майор; 3 ноября 1918
- Бабиков, Николай Александрович; генерал-майор; 13 января 1915
- Бабиков, Яков Егорович; полковник; № 5728; 1 декабря 1838
- Бабирев, Иван Васильевич; полковник; 25 марта 1916
- Бабич, Савелий; поручик; № 9875; 26 ноября 1855
- Бабиченко-Бабич, Иван Ерофеевич; капитан; 13 января 1915
- Бабкин, Александр Данилович; полковник; № 9090; 26 ноября 1853
- Бабкин, Григорий Данилович; полковник; № 6942; 4 декабря 1843
- Бабкин, Моисей; майор; № 1456; 26 ноября 1802
- Бабочкин, Александр Артемьевич; полковник; 25 марта 1915
- Бабст, Кондратий (Конрад-Христофор) Кондратьевич; полковник; № 6740; 3 декабря 1842
- Бабушкин, Николай Алексеевич; майор; № 7868; 26 ноября 1847
- Бабушкин, Павел Алексеевич; подполковник; № 4861; 25 декабря 1833
- Бабыкин, Сергей Иванович; подпоручик; 15 марта 1917
- Багговут, Александр Фёдорович; генерал-майор; № 8161; 26 ноября 1849
- Багговут, Карл Фёдорович; полковник; № 9082; 26 ноября 1853
- Багговут, Карл Фёдорович фон; генерал-майор; № 1556; 26 ноября 1804
- Багговут, Леонтий Яковлевич; капитан; № 6648; 5 декабря 1841
- Багговут, Николай Густавович; прапорщик; № 4663; 25 декабря 1831
- Багговут, Христофор Яковлевич; подполковник; № 7594; 1 января 1847
- Багговут, Эдуард Миронович; майор; № 7848; 26 ноября 1847
- Багеут (Багговут), Мориц Иванович[1] фон; подполковник; № 315; 26 ноября 1780
- Багратион, Иван Вахуштович; генерал-поручик; № 302; 26 ноября 1778
- Багратион, Роман Иванович; ротмистр; № 2173 (960); 20 января 1810
- Багратион-Имеретинский, Александр Георгиевич; генерал-майор; № 6176; 11 декабря 1840
- Багратион-Имеретинский, Дмитрий Георгиевич; генерал-майор; № 6684; 3 декабря 1842
- Багратион-Мухранский, Григорий Иванович; полковник; № 7767; 26 ноября 1847
- Багратион-Мухранский, Иван Константинович; генерал-майор; № 8605; 26 ноября 1851
- Багратион-Мухранский, Константин Александрович; поручик; 10 июня 1915
- Багратуни, Яков Герасимович; полковник; 23 июня 1917
- Бадаква, Василий Яковлевич; подполковник; № 4714; 21 декабря 1832
- Бадамянц, Арташес Карапетович; прапорщик; 17 октября 1915
- Бадендик, Карл Генрихович; прапорщик; 9 сентября 1915
- Баев, Иван Николаевич; подпоручик; 19 октября 1916
- Баев, Павел Никитич; подполковник; № 8439; 26 ноября 1850
- Баевич; войсковой старшина; № 2624; 4 августа 1813
- Бажаев, Михаил Николаевич; подпоручик; 20 декабря 1916
- Бажанов, Евгений Алексеевич; полковник; 26 августа 1916 (посмертно)
- Баженин, Иван Ильич; капитан; № 9487; 26 ноября 1854, за «выслугу 25 лет в офицерских чинах»[2]
- Баженов, Александр Алексеевич; капитан; № 8785; 26 ноября 1851
- Базаев, Николай Трифиллиевич; подполковник; № 5426; 6 декабря 1836
- Базелер, Рюпьерр де Морис Мари Жозеф; генерал французской службы; 29 января 1917
- Базилевич, Александр Иванович; штабс-капитан; № 2463 (1096); 21 ноября 1812
- Базилевич, Алексей Дмитриевич; капитан; 7 февраля 1917
- Базилевский, Аким Иванович; штабс-капитан; № 7113; 4 декабря 1843
- Базилевский, Иван Васильевич; подпоручик; 11 декабря 1915
- Базилевский, Иван Андреевич; капитан; № 2874; 13 марта 1814
- Базилевский, Павел Васильевич; подполковник; № 8932; 1 февраля 1852[3]
- Базилько, Александр-Генрих Лукич; подпоручик; 5 мая 1917
- Базин, Алексей Осипович; поручик; № 38 (39); 22 сентября 1770
- Базин, Иван Алексеевич; полковник; № 5706; 1 декабря 1838; 29 января 1860 г. присоединён за отличие бант
- Базлидзев, Фома Борисович; штабс-капитан; № 9024; 1 февраля 1852
- Базлов, Василий Филиппович; поручик; 1 апреля 1917
- Базоркин, Сергей Фёдорович; капитан; № 10184; 18 декабря 1859
- Байбаков, Николай Филимонович; подполковник; № 7621; 1 января 1847
- Байдак, Леонид Иванович; лейтенант; 26 августа 1919
- Байдак, Николай Николаевич; подполковник; 30 декабря 1915 (посмертно)
- Байдалин, Сергей Александрович; поручик; 27 января 1917 (посмертно)
- Байер-фон-Вейсфельд, Фаддей; полковник; № 416; 26 ноября 1785
- Байкалов, Николай Маркович; поручик; 12 октября 1917
- Байков, Василий Сергеевич; поручик; № 230 (190); 26 ноября 1773
- Байков, Иван Иванович; полковник; № 2532 (1165); 3 января 1813
- Байков, Лев Львович; генерал-майор; 24 апреля 1915
- Байков, Сергей Васильевич; штабс-капитан; № 2514 (1147); 23 декабря 1812
- Байле-де-Латур, Теодор; полковник австрийской службы; № 2956; 3 августа 1814
- Байов, Алексей Константинович; генерал-майор; 9 сентября 1915
- Байшев, Дмитрий Дмитриевич; поручик; 29 апреля 1917
- Бакеев, Степан Васильевич; капитан 1-го ранга; № 1403; 26 ноября 1802
- Бакиханов, Джафар Кули Ага; генерал-майор; № 8356; 26 ноября 1850
- Бакич, Андрей Степанович; подполковник; 29 августа 1916
- Бакланов, Пётр Дмитриевич; подполковник; № 4290; 6 декабря 1829
- Бакланов, Яков Петрович; генерал-майор; № 9034; 30 декабря 1852
- Баклановский, Михаил Алексеевич; генерал-майор; № 1558; 26 ноября 1804
- Баклашев, Григорий Тимофеевич; капитан; № 7343; 17 декабря 1844
- Бакман, Иван Яковлевич; капитан-лейтенант; № 1676; 5 февраля 1806
- Бако, Григорий Александрович; ротмистр; 23 мая 1915
- Баков, Иван Васильевич; полковник; 27 февраля 1878
- Баков, Николай Гаврилович; подполковник; № 3211; 26 ноября 1816
- Баковин (Боковин), Михаил Сергеевич; поручик; 01 июня 1915
- Баковин, Михаил Сергеевич; поручик; 1 июня 1915
- Бакони, Эммерих; генерал австрийской службы; № 3023; 24 сентября 1815
- Бакрадзе, Георгий Иванович; штабс-капитан; 26 августа 1916
- Бакрадзе, Захарий Дмитриевич; полковник; 24 апреля 1915
- Бакрадзе, Иван Георгиевич; поручик; № 10185; 18 декабря 1859
- Бакунин, Илья Модестович; поручик; № 4152; 1 июля 1828
- Бакуревич, Михаил Васильевич; майор; № 6073; 3 декабря 1839
- Бакшеев, Алексей Проклович; есаул; 6 ноября 1916
- Балабай, Яков Кононович; поручик; 17 декабря 1916 (посмертно)
- Балабин (Белавин), Иван Савинович; подполковник; № 225 (185); 26 ноября 1774
- Балабин, Пётр Иванович; полковник; № 1936 (843); 20 мая 1808
- Балабин, Степан Фёдорович; майор; № 1792 (778); 5 августа 1807
- Балаболкин, Кирилл Степанович; штабс-капитан; № 7114; 4 декабря 1843
- Балабуха, Константин Семёнович; подполковник; № 8946; 1 февраля 1852
- Балагуров, Александр Васильевич; капитан; № 8806; 26 ноября 1851
- Балакирев, Иван Никитич; полковник; № 5718; 1 декабря 1838
- Балан, Иван Никитич; штабс-ротмистр; № 2674; 15 сентября 1813
- Баландин, Иван Иосифович; подпоручик; 25 мая 1917 (посмертно)
- Баланин, Георгий Дмитриевич; подпоручик; 29 мая 1915 (посмертно)
- Баласогло, Пантелей Иванович; капитан 2-го ранга; № 4880; 25 декабря 1833
- Балатуков, Кирилл Матвеевич; подполковник; № 2519 (1152); 31 декабря 1812
- Балашов, Александр Дмитриевич; генерал от инфантерии; № 3871; 26 ноября 1826
- Балашов, Павел Петрович; подполковник; № 4598; 16 декабря 1831
- Балбашевский, Георгий Иванович; штабс-ротмистр; 5 мая 1917
- Балбеков, Алексей Александрович; подполковник; № 3507; 6 июня 1821
- Балгорн, Егор Иванович; майор; № 3474; 26 ноября 1819
- Бален-де-Баллю, Владимир Иосифович; штабс-капитан; 3 декабря 1909
- Балинов, Леонид Александрович; штабс-капитан; 10 июня 1917 (посмертно)
- Балиохин, Михаил Григорьевич; капитан; № 9240; 26 ноября 1853
- Балихин, Игнатий; поручик; 19 ноября 1916
- Балицкий, Игнатий Семёнович; полковник; № 5530; 29 ноября 1837
- Балицкий, Михаил Болеславович; полковник; 5 ноября 1916 (посмертно)
- Балк, Василий Александрович; мичман; № 23 февраля 1904
- Балк, Захар Захарович; капитан 1-го ранга; № 5742; 1 декабря 1838
- Балк, Михаил Дмитриевич; полковник; № 1762 (748); 26 апреля 1807
- Балкашин, Василий Матвеевич; майор; № 8506; 26 ноября 1850
- Балкашин, Николай Васильевич; лейтенант; № 9031; 1 февраля 1852
- Балкашин, Павел Дмитриевич; капитан-лейтенант; № 5494; 6 декабря 1836
- Балкашин, Степан Яковлевич; премьер-майор; № 716; 10 декабря 1789
- Балла, Адам Иванович; генерал-майор; № 1559; 26 ноября 1804
- Баллод, Юлиан Юлианович; подполковник; 17 декабря 1916 (посмертно)
- Балоболин, Андрей Тихонович; майор; № 5070; 3 декабря 1834
- Балтийский, Александр Алексеевич; полковник; 25 мая 1916
- Балтин, Карл Яковлевич; поручик; 24 апреля 1915
- Балтин, Михаил Алексеевич; лейтенант; № 3534; 6 июня 1821
- Балтин, Николай Алексеевич; капитан-лейтенант; № 3868; 12 декабря 1824
- Балуев, Пётр Семёнович; генерал от инфантерии; 15 августа 1916
- Балфурье, Морис; генерал-лейтенант французской службы; 19 апреля 1916
- Балычев, Михаил Платонович; капитан; 6 апреля 1915
- Баль, Пётр Максимович; капитан-лейтенант; № 6866; 3 декабря 1842
- Баль, Яков Максимович; капитан-лейтенант; № 7670; 1 января 1847
- Бальдеван, Александр Иванович; штабс-капитан; № 8127; 26 ноября 1848
- Бальзами, Дмитрий Егорович; лейтенант; № 1683; 5 февраля 1806
- Бальмен, Антон Богданович де; генерал-поручик; № 445; 26 ноября 1786
- Бальмен, Карл Антонович де; штабс-капитан; № 1912 (818); 9 декабря 1807
- Бальц, Карл Готлибович; подполковник; № 6508; 5 декабря 1841
- Бальц, Фридрих Карлович; подполковник; № 6028; 3 декабря 1839
- Бальц, Яков Иванович; подполковник; № 4710; 21 декабря 1832
- Бальцер, Мартын; секунд-майор; № 991; 26 ноября 1792
- Балясников, Василий Кириллович; прапорщик; 30 сентября 1915 (посмертно)
- Бангерский, Рудольф Карлович; генерал-майор; в 1919
- Бангольд, Иосиф Конрад; полковник вюртембергской службы; № 3004; 13 июля 1815
- Бандурка, Архип Иванович; штабс-капитан; 9 сентября 1915 (посмертно)
- Банк, Богдан Иванович; секунд-майор; № 575; 26 ноября 1788
- Банков, Кондратий Фёдорович; секунд-майор; № 1258; 26 ноября 1795
- Банковский, Иван Матвеевич; подполковник; № 7532; 1 января 1847
- Баннер, Пётр Петрович; генерал-майор; № 82; 25 ноября 1770
- Банов, Иван; подполковник; № 2325; 26 ноября 1811
- Банов, Иосиф Гаврилович; подполковник; № 3578; 16 декабря 1821
- Банов, Степан; полковник; № 3645; 13 февраля 1823
- Баньковский, Антон Людвигович; майор; № 7859; 26 ноября 1847
- Баньковский, Владимир Александрович; полковник; 9 мая 1915
- Банщиков, Михаил Лаврентьевич; младший врач; 23 февраля 1904
- Бао, Константин Егорович; штабс-капитан; № 8126; 26 ноября 1848
- Бао, Константин Матвеевич; подполковник; № 9420; 26 ноября 1854
- Баов, Александр Иванович; прапорщик; 4 марта 1917 (посмертно)
- Бар, Генрих Сигизмундович; капитан; 1 сентября 1915
- Барабанов, Иван Павлович; прапорщик; 3 июля 1915 (посмертно)
- Барабаньщиков, Илья Павлович; подпоручик; 4 марта 1917
- Барабанщиков, Фёдор (Екимович?); майор; № 2169; 22 декабря 1809
- Барабашев, Алексей Данилович[4]; майор; № 8761; 26 ноября 1851
- Баравков, Сергей Сергеевич; подполковник; № 8954; 1 февраля 1852
- Баракин, Иван Максимович; подполковник; № 7634; 1 января 1847
- Бараков (Баранов), Григорий Михайлович; подполковник; № 606 (290); 14 апреля 1789
- Бараль, Андрей Петрович; майор; № 1584; 26 ноября 1804
- Бараневич, Леонид Петрович; капитан; 22 декабря 1915
- Баранов, Александр Евстафьевич; поручик; № 10216; 23 декабря 1862
- Баранов, Александр Михайлович[5]; капитан; № 5657; 29 ноября 1837
- Баранов, Александр Николаевич; штабс-ротмистр; 29 октября 1917
- Баранов, Андрей Гаврилович; капитан 1-го ранга; № 929 (503); 31 августа 1792
- Баранов, Василий Александрович; капитан; 11 октября 1917
- Баранов, Владимир Михайлович; поручик; 5 мая 1917
- Баранов, Владимир Николаевич; полковник; 26 сентября 1916 (посмертно)
- Баранов, Густав Карлович фон[уточнить]; майор; № 5824; 1 декабря 1838
- Баранов, Евстафий Евстафьевич; полковник; № 4336; 19 декабря 1829
- Баранов, Михаил Валерианович; полковник; 27 июля 1916
- Баранов, Михаил Миронович; лейтенант; № 4756; 21 декабря 1832
- Баранов, Николай Михайлович; капитан-лейтенант; 15 июля 1877
- Баранов, Николай Парфеньевич; штабс-капитан; 26 или 28 августа 1916 (по другим данным — 24 сентября 1915)
- Баранов, Николай Трофимович; генерал-майор; № 9631; 26 ноября 1855
- Баранов, Павел Миронович; лейтенант; № 4027; 26 ноября 1826
- Баранов, Пётр Егорович; полковник; № 4277; 30 августа 1829
- Баранов, Сергей Александрович; штабс-капитан; 24 апреля 1915
- Баранов, Сергей Андреевич; капитан 2-го ранга; № 7992; 26 ноября 1848
- Баранов, Степан; подполковник; № 379; 26 ноября 1783
- Баранов, Степан Степанович; капитан 2-го ранга; № 3985; 26 ноября 1826
- Баранов, Тимофей Григорьевич; капитан-лейтенант; № 3367; 12 декабря 1817
- Баранов, Фёдор Ефимович; поручик; 29 июля 1916
- Баранов, Фёдор Фёдорович; штабс-капитан; 8 июля 1915
- Баранович, Леонтий Михайлович; подполковник; № 7637; 1 января 1847
- Баранович, Людвиг Михайлович; подполковник; № 4859; 25 декабря 1833
- Барановский, Василий Иванович; капитан-лейтенант; № 7674; 1 января 1847
- Барановский, Иван Васильевич; капитан-лейтенант; № 2257; 26 ноября 1810
- Барановский, Илья Иванович; капитан-лейтенант; № 9163; 26 ноября 1853
- Барановский, Иосиф; подполковник; № 3670; 13 февраля 1823
- Барановский, Пётр Иванович; капитан 2-го ранга; № 9027; 1 февраля 1852
- Барановский, Семён Павлович; подполковник; № 5606; 29 ноября 1837
- Барановский, Томаш Эдуардович; подпоручик (прапорщик?); 30 декабря 1915
- Баран-Ходоровский, Владимир Михайлович; поручик; № 9897; 12 января 1856
- Баранцов, Александр Алексеевич; генерал-майор; № 8596; 26 ноября 1851
- Баранцов, Василий Анисимович; капитан 1-го ранга; № 6469; 5 декабря 1841
- Баратаев, Александр; подполковник; № 200; 26 ноября 1772
- Баратаев, Александр Андреевич; полковник; № 1563; 26 ноября 1804
- Баратаев, Николай Семёнович; подполковник; № 4229; 25 декабря 1828
- Баратаев, Семён Михайлович; подполковник; № 419; 26 ноября 1785
- Баратов, Григорий Николаевич; подполковник; № 6297; 11 декабря 1840
- Баратов, Иван Тимурович; майор; № 6857; 3 декабря 1842
- Баратов, Иван Юрьевич; премьер-майор; № 462; 26 ноября 1786
- Баратов, Николай Николаевич; генерал-лейтенант; 15 октября 1916
- Баратов, Пётр; подполковник; № 8232; 26 ноября 1849
- Баратов, Ростон Иванович; подполковник; № 4720; 21 декабря 1832
- Баратынский (Барятинский), Илья Андреевич; капитан-командор; № 2007; 26 ноября 1808
- Баратынский, Ираклий Абрамович; полковник; № 5929; 3 декабря 1839
- Баратынский, Пётр Андреевич; генерал-майор; № 3320; 12 декабря 1817
- Барбицкий, Пётр Иоакимович; прапорщик; 6 сентября 1917 (посмертно)
- Барбос, Василий Захарович; поручик; 23 января 1917
- Барбович, Иван Гаврилович; подполковник; 30 декабря 1915
- Барбович, Николай Павлович; полковник; 5 ноября 1919
- Бардаки, Иван Григорьевич; капитан-лейтенант; № 886 (460); 19 февраля 1792
- Бардаки, Михаил Иванович; капитан 2-го ранга; № 6562; 5 декабря 1841
- Бардаков, Александр Герасимович; капитан 1-го ранга; № 1130; 26 ноября 1794
- Бардаков, Пётр Григорьевич; подполковник; № 601 (285); 14 апреля 1789
- Бардаловский (Бордаловский), Павел Петрович[6]; майор; № 7081; 4 декабря 1843
- Бардес, Александр Петрович; поручик; 29 ноября 1916
- Бардин, Козьма; капитан; № 1285; 26 ноября 1795
- Бардовский, Николай Прокофьевич; подполковник; № 5758; 1 декабря 1838
- Бардовский, Осип Михайлович; штабс-капитан; № 8825; 26 ноября 1851
- Бардюк, Владимир Иванович; капитан; 5 ноября 1916
- Барзенков, Гариил Иванович; капитан-лейтенант; № 3758; 26 ноября 1823
- Баркалов, Владимир Павлович; штабс-капитан; 6 апреля 1915
- Барклай де Толли, Иван Богданович; полковник; № 1656; 5 февраля 1806
- Барклай де Толли, Михаил Богданович; премьер-майор; № 1062 (547); 15 сентября 1794
- Барков, Василий Алексеевич; премьер-майор; № 507; 26 ноября 1787
- Барков, Гавриил Михайлович; секунд-майор; № 123 (102); 24 июня 1771
- Барков, Михаил Алексеевич; майор; № 1754 (740); 19 апреля 1807
- Барков, Пётр Александрович; полковник; № 1056 (541); 15 сентября 1794
- Барковский, Владимир Михайлович; генерал-майор; 31 января 1915 (посмертно)
- Барковский, Иван Петрович; капитан-лейтенант; № 5496; 6 декабря 1836
- Барк-Петровский, Иван Петрович; подполковник; № 4995; 3 декабря 1834
- Барладян, Александр Тимофеевич; капитан 2-го ранга; № 7712; 1 января 1847
- Барладян, Михаил Тимофеевич; капитан 2-го ранга; № 6161; 3 декабря 1839
- Барнард, Андрей; полковник великобританской службы; № 3015; 6 августа 1815
- Барников, фон; подполковник прусской службы; № 2820; 6 февраля 1814
- Бароци (Бороц), Егор Дмитриевич; капитан-лейтенант; № 1603; 26 ноября 1804
- Бароци, Яков Иванович; подполковник; № 3020; 10 сентября 1815
- Бароцци-де-Эльс, Николай Иванович; поручик; 15 марта 1917 (посмертно)
- Барроус, Монтэгю Брокас; майор английской службы; 17 ноября 1919
- Барсов, Александр Андреевич; генерал-майор; 26 декабря 1877
- Барсук, Филипп Степанович; поручик; 27 марта 1918
- Барсуков, Александр Матвеевич; полковник; № 4441; 18 декабря 1830
- Барсуков, Владимир Иосифович; подполковник; 25 июля 1917 (посмертно)
- Барсуков, Логин Кузьмич; подпоручик; № 2910; 18 марта 1814
- Барташевич, Алексей Михайлович; надворный советник; № 7467; 12 января 1846
- Барташевич, Антон Игнатьевич; капитан-лейтенант; 19 декабря 1829[7]
- Барташевич, Пётр Игнатьевич; лейтенант; № 4029; 26 ноября 1826
- Бартенёв, Александр Иванович; ротмистр; № 2794; 20 января 1814
- Бартенев, Михаил Фёдорович; капитан-лейтенант; № 745 (392); 6 июля 1790
- Бартенёв, Феодосий Дмитриевич; капитан-лейтенант; № 7528; 12 января 1846
- Бартоломей, Алексей Иванович; генерал-майор; № 3486; 6 июня 1821
- Бартоломей, Фёдор Фёдорович; генерал-майор; № 5923; 3 декабря 1839
- Бартосяк, Евгений-Станислав Степанович; прапорщик; 11 декабря 1915 (посмертно)
- Бартош, Георгий Аполлинарьевич; подпоручик; 31 июля 1917
- Бартрам, Иван Иванович; подполковник; № 9156; 26 ноября 1853
- Бархатов, Григорий Александрович; подпоручик; 6 сентября 1917 (посмертно)
- Барш, Иван Яковлевич; капитан; № 143 (122); 1 августа 1771
- Барш, Николай Иванович; капитан 2-го ранга; № 1234; 26 ноября 1795
- Барщевский, Игнатий Семёнович; штабс-капитан; 23 декабря 1878
- Барщов, Борис Семёнович; майор; № 1731 (717); 29 января 1807
- Барщов, Иван Иванович; подполковник; № 8696; 26 ноября 1851
- Барыков, Василий; подполковник; № 1230; 26 ноября 1795
- Барыков, Василий Степанович; премьер-майор; № 572; 26 ноября 1788
- Барыков, Пётр Александрович; подполковник; № 1100; 26 ноября 1794
- Барышников, Василий Петрович; генерал-майор; № 6186; 11 декабря 1840
- Барышников, Иван Захарович; подполковник; № 3340; 12 декабря 1817
- Барышников, Павел Петрович; генерал-майор; № 5113; 1 декабря 1835
- Барышников, Пётр Петрович; майор; № 8289; 26 ноября 1849
- Барыш-Тищенко, Степан Мартынович; подполковник; № 9961; 26 ноября 1856
- Барьякторович, Михаил; штабс-капитан сербской службы; 10 мая 1878
- Барятинский, Александр Иванович; полковник; № 7373; 7 июля 1845
- Барятинский, Анатолий Владимирович; капитан; 19 сентября 1907
- Барятинский, Иван Иванович; капитан-поручик; № 1174 (604); 1 января 1795
- Басаргин, Григорий Гаврилович; лейтенант; № 3621; 16 декабря 1821
- Басенко, Антоний Яковлевич; подполковник; 23 января 1917
- Баскаков, Иван Иванович; подполковник; № 1478; 15 декабря 1802
- Баскаков, Константин Никитич; капитан 1-го ранга; № 4904; 25 декабря 1833
- Баскаков, Михаил Иванович; капитан-лейтенант; № 1436; 26 ноября 1802
- Баскаков, Николай Алексеевич; капитан-лейтенант; № 1873; 26 ноября 1807
- Баскаков, Яков Евдокимович; майор; № 5859; 1 декабря 1838
- Басов, Александр Павлович; капитан 2-го ранга; № 8680; 26 ноября 1851
- Басов, Арсений Павлович; капитан 1-го ранга; № 8172; 26 ноября 1849
- Басов, Дмитрий Павлович; полковник; 27 июля 1917 (посмертно)
- Басов, Сергей Николаевич; поручик; 1 марта 1916
- Басс, Яков; подполковник; № 1099; 26 ноября 1794
- Бастиан, Карл Петрович; майор; № 2073 (944); 20 сентября 1809
- Бастржик, Иван Антонович; подпоручик; 18 сентября 1916
- Баташев (Боташев), Александр Абрамович; поручик; № 2730; 20 октября 1813
- Баташев, Никита Михайлович; генерал-лейтенант; 7 октября 1914
- Батиевский, Яков Яковлевич; полковник; 31 июля 1877
- Батиенко, Семён Гордеевич; подпоручик; 14 декабря 1916
- Батицкий, Сергей Николаевич; поручик; 12 июля 1915 (посмертно)
- Батог, Михаил Александрович; полковник; 9 сентября 1915
- Батранец, Николай Леонтьевич; полковник; 17 октября 1916
- Батурин, Алексей Евгеньевич; прапорщик; 23 сентября 1916 (посмертно)
- Батурин, Герасим Алексеевич; генерал-майор; № 1518; 26 ноября 1803
- Батурин, Евграф Петрович; премьер-майор; № 1149 (578); 1 января 1795
- Батурин, Пётр Иванович; полковник; № 211 (178); 27 июля 1773
- Батурин, Сергей Герасимович; генерал-майор; № 4554; 16 декабря 1831
- Батурский, Сергей Фёдорович; подполковник; 4 марта 1917
- Батьянов, Михаил Иванович; полковник; 6 апреля 1873
- Батюшков, Иван; подполковник; № 841; 26 ноября 1791
- Батюшков, Константин Николаевич; корнет; 26 июня 1916 (посмертно)
- Батюшков, Нефед Иванович; капитан; № 64 (65); 1 ноября 1770
- Баувер, Яков Васильевич; полковник; № 551; 26 ноября 1788
- Бауер, Андрей Карлович; штабс-капитан; 12 апреля 1878
- Баулин, Иван Иванович; майор; № 4889; 25 декабря 1833
- Баулин, Пётр Михайлович; штабс-капитан; 1 июня 1915
- Бауман, Пётр-Эдуард Карлович; капитан; 22 декабря 1915
- Бауман, Пётр Егорович; подполковник; № 3975; 26 ноября 1826
- Баумгартен, Алексей Егорович; капитан; № 9215; 26 ноября 1853
- Баумгартен, Аполлон Карлович; полковник; № 9704; 26 ноября 1855
- Баумгартен, Ганс; премьер-майор; № 434; 26 ноября 1785
- Баумгартен, Егор Иванович; подполковник; № 2223; 26 ноября 1810
- Баумгартен, Иван Евстафьевич; майор; 2048 (919); 23 января 1809
- Баумгартен, Карл (Павел) Готфридович; подполковник; № 8495; 26 ноября 1850
- Баумгартен, Карл Иванович; полковник; № 1568; 26 ноября 1804
- Баумгартен, Николай Карлович; подполковник; № 7434; 12 января 1846
- Баумгартен, Павел Егорович; подполковник; № 10230; 26 ноября 1865
- Баумер, Альберт Иванович; полковник; № 5385; 6 декабря 1836
- Бауфал, Владислав Францевич; подпоручик; 8 октября 1877
- Бауэр, Рудольф Августович; прапорщик; 9 сентября 1915
- Бафталовский, Игорь Адамович; поручик; 23 мая 1915
- Бафталовский, Николай Адамович; штабс-капитан; 30 июня 1917
- Бах, Борис; майор; № 1381; 26 ноября 1802
- Бах, Феликс Людвигович; подпоручик; 25 июня 1916 (посмертно)
- Бахарев, Василий Иванович; прапорщик; 6 января 1917 (посмертно)
- Бахирев, Михаил Коронатович; лейтенант; 19 октября 1900
- Бахирев, Филипп Петрович; майор; № 6114; 3 декабря 1839
- Бахвалов, Семён Сергеевич; подпоручик; 31 октября 1917 (посмертно)
- Бахман, Яков Иванович; полковник; № 4206; 25 декабря 1828
- Бахмач, Трофим Ефимович; поручик; 18 июля 1915
- Бахметев, Николай Павлович[8]; генерал-майор; № 6931 (311); 4 декабря 1843
- Бахметев, Пётр; подпоручик; № 627; 14 апреля 1789
- Бахметьев, Андрей Аркадьевич; генерал-майор; № 3885; 26 ноября 1826
- Бахталовский, Георгий (Фёдор) Павлович; подпоручик; 24 апреля 1915
- Бахтин, Александр Иванович; полковник; № 6941; 4 декабря 1843
- Бахтин, Андрей Аркадьевич; капитан 2-го ранга; № 7253; 17 декабря 1844
- Бахтин, Иван Иванович (1793—1867); полковник; № 6964; 4 декабря 1843
- Бахтин, Павел; премьер-майор; № 870; 26 ноября 1791
- Бахтистов, Николай Филиппович; полковник; № 5144; 1 декабря 1835
- Бахштейн, Карл Иванович; капитан; № 9220; 26 ноября 1853
- Бацаллий (Бициллий), Савва Константинович; майор; № 1746 (732); 28 марта 1807
- Бачижмальский, Фаддей Иванович; майор; № 5255; 1 декабря 1835
- Бачинский, Михаил Львович; генерал-лейтенант; 13 октября 1916
- Бачков, Филипп; секунд-майор; № 344; 26 ноября 1781
- Бачманов, Андрей Маркович; капитан 2-го ранга; № 441; 26 ноября 1785
- Бачманов, Иван Петрович; лейтенант; № 664 (349); 28 августа 1789
- Бачманов, Иван Гаврилович; капитан-лейтенант; № 3366; 12 декабря 1817
- Бачманов, Пётр Фёдорович; капитан 1-го ранга; № 1400; 26 ноября 1802
- Бачманов, Фаддей Ульянович; генерал-майор; № 1392; 26 ноября 1802[9]
- Бачурин, Григорий Козьмич; капитан; № 884 (458); 19 февраля 1792
- Башилов, Александр Александрович; генерал-майор; № 2464 (1097); 22 ноября 1812
- Башилов, Сергей Ильич; секунд-майор; № 1155 (585); 1 января 1795
- Башинский, Георгий Вячеславович; поручик; 9 октября 1917
- Башинский, Пётр Павлович; штабс-капитан; 27 января 1917
- Башкирцов, Павел Григорьевич; майор; № 6307; 11 декабря 1840
- Башко, Иосиф Станиславович; штабс-капитан; 8 июля 1915
- Башмаков, Михаил Иванович; лейтенант; № 3297; 26 ноября 1816
- Башуцкий, Андрей Яковлевич; капитан-лейтенант; № 544 (266); 31 июля 1788
- Башуцкий, Иосиф Григорьевич; подполковник; № 5419; 6 декабря 1836

## Бе
- Беатер, Николай Эрнестович; подполковник; 27 марта 1880
- Бебко, Сильвестр Павлович; подпоручик; 18 ноября 1917
- Бебутов, Василий Осипович; генерал-майор; № 4426; 18 декабря 1830
- Бебутов, Давид Осипович; майор; № 4912; 3 декабря 1834
- Бебутов, Константин Александрович; подпоручик; 8 июля 1915
- Бегге, Пётр Иванович; капитан; № 7899; 26 ноября 1847
- Бегидов, Давид Григорьевич; подполковник; № 3021; 19 сентября 1815
- Бегиев, Александр Михайлович; штабс-капитан; 19 апреля 1878
- Бегильдеев, Сергей Александрович; капитан; 20 мая 1915 (посмертно)
- Бегильдеев, Сергей Петрович; майор; № 7316; 17 декабря 1844[10]
- Бегичев, Матвей Семёнович[11]; генерал-поручик; № 472; 26 ноября 1787
- Бегичев, Николай Васильевич; полковник; № 8196; 26 ноября 1849
- Бегичев, Родион Григорьевич; капитан; № 6369; 11 декабря 1840
- Бегунов, Фёдор Васильевич; полковник; № 2701; 6 октября 1813
- Беднягин, Иов Игнатьевич; полковник; № 10044; 26 ноября 1857
- Бедрага, Аким Фомич; подполковник; № 146 (125); 3 августа 1771
- Бедрицкий, Андрей Иванович; лейтенант; № 2165; 26 ноября 1809
- Бедряга, Владимир; (чин не установлен); 14 октября 1917
- Бедряга, Григорий Васильевич; полковник; № 1310; 26 ноября 1802
- Бедряга, Егор Иванович; майор; № 2439 (1072); 21 сентября 1812
- Бедряга, Иван Иванович; полковник; № 3710; 26 ноября 1823
- Бедряга, Николай Григорьевич; ротмистр; № 2646; 17 августа 1813
- Беев, Евгений Витальевич; поручик; 23 мая 1915
- Беерниц (Бервиц), Иосиф Фёдорович; бригадир; № 831 (444); 26 марта 1791
- Бежанов, Фёдор; капитан; № 8100; 26 ноября 1848
- Безак, Александр Павлович; генерал-майор; № 6391; 5 декабря 1841
- Безанкур, Христиан Петроич; подполковник; № 4220; 25 декабря 1828
- Бездель, Иван Иванович; капитан; № 3685; 13 февраля 1823
- Без-Корнилович, Михаил Николаевич; полковник; 25 сентября 1917
- Без-Корнилович, Михаил Осипович; полковник; № 6442; 5 декабря 1841
- Безкоровайнов, Роман Карпович; майор; № 5301; 1 декабря 1835
- Безкровный, Александр Алексеевич; генерал-майор; 24 апреля 1915
- Безкровный, Алексей Данилович; генерал-майор; № 4153; 1 июля 1828
- Безмолитвенный, Михаил Александрович; войсковой страшина; 25 мая 1917
- Безносов, Василий Афанасьевич; майор; № 7886; 26 ноября 1847
- Безобразов, Александр Кириллович; подполковник; № 7241; 17 декабря 1844
- Безобразов, Василий Васильевич; поручик; № 10026; 21 декабря 1856
- Безобразов, Владимир Михайлович; генерал от кавалерии; 22 октября 1914
- Безобразов, Николай Алексеевич; подпоручик; № 677 (362); 26 ноября 1789
- Безобразов, Пётр; секунд-майор; № 1017; 26 ноября 1793
- Безобразов, Сергей Анатольевич; поручик; 27 сентября 1916
- Безсонов, Иван Иванович[12]; майор; № 3593; 16 декабря 1821
- Безуар, Александр Карлович; капитан-лейтенант; № 7507; 12 января 1846
- Беин, Фёдор Петрович; коллежский советник; № 1542 (640); 26 ноября 1803
- Бей-Атажухов, Измаил; подполковник; № 820 (433); 25 марта 1791
- Бейнар, Владислав Александрович; подполковник; 25 апреля 1915
- Бейнар, Георгий Александрович; подпоручик; 1 сентября 1915
- Бейнар-Бейнарович, Зенон Константинович; подпоручик; 12 апреля 1878
- Бейнарт, Константин Францевич; майор; 1 января 1878
- Бейраух, Александр Яковлевич; полковник; № 4442; 18 декабря 1830
- Бейраух, Фёдор Фёдорович; подполковник; № 6043; 3 декабря 1839
- Бек, Фёдор (Иванович?); подполковник; № 5776; 1 декабря 1838
- Бекбузаров, Сослан-бек Сосуркоевич; генерал-майор; 31 июля 1917
- Бекельман, Евстафий Карпович; полковник; № 242 (202); 26 ноября 1774
- Беккер, Александр Андреевич; майор; № 8990; 1 февраля 1852
- Беккер, Александр Карлович; подполковник; № 5992; 3 декабря 1839
- Беккер, Вильгельм Андреевич; капитан; № 8822; 26 ноября 1851
- Беккер, Карл Яковлевич; полковник; № 1567; 26 ноября 1804
- Беккер, Пётр Андреевич; майор; № 5287; 1 декабря 1835
- Беклемишев, Андрей Николаевич; генерал-майор; № 4425; 18 декабря 1830
- Беклемишев, Аркадий Илларионович; подполковник; № 6032; 3 декабря 1839
- Беклемишев, Нил Петрович; полковник; 5 октября 1877
- Беклер, Александр; полковник; № 283; 26 ноября 1775
- Беклешов, Алексей Андреевич; генерал-поручик; № 1088; 26 ноября 1794
- Беклешов, Сергей Андреевич; полковник; № 1134 (563); 1 января 1795
- Бекман, Николай Петрович; подполковник; № 7010; 4 декабря 1843
- Бекман, Фёдор Фёдорович; полковник; № 5396; 6 декабря 1836
- Беков, Георгий Константинович; капитан; 10 сентября 1916 (посмертно)
- Беков, Темир-Мирза Мамед-Али; подполковник; 1 июня 1915
- Бекович-Черкасский, Фёдор Александрович; полковник; № 3870; 11 января 1826
- Бекович-Черкасский, Фёдор Николаевич; полковник (?); 23 мая 1916
- Бек-Софиев, Борис Александрович; подполковник; 13 января 1915
- Бектабеков, Евсей Александрович; капитан; 26 ноября 1878
- Бектабеков, Соломон Иванович; полковник; № 7766; 26 ноября 1847
- Бек-Узаров, Михаил Георгиевич; штабс-ротмистр; 2 декабря 1916
- Белавин, Борис Иванович; штабс-ротмистр; № 2675; 15 сентября 1813
- Белановский, Иван Никитич; подполковник; № 6998; 4 декабря 1843
- Белашов, Пётр Симонович; полковник; 3 апреля 1917
- Белдыцкий, Павел Петрович; подпоручик; 25 июля 1917 (посмертно)
- Белевич, Иосиф Донатович; полковник; 19 сентября 1916
- Белевцев, Иван Иванович; поручик; 5 мая 1917
- Белевцов, Капитон Лукич; подполковник; № 7203; 17 декабря 1844
- Белелюбский, Иван Ефимович; подполковник; № 9395; 26 ноября 1854
- Беленченко, Иван Лаврентьевич; подполковник; № 6795; 3 декабря 1842
- Беликов, Андроник Данилович; капитан; 26 января 1917 (посмертно)
- Беликович, Владимир Иванович; подполковник; 2 января 1917
- Белинский, Максим Степанович; подполковник; № 5231; 1 декабря 1835
- Белинштейн, Михаил Павлович; подпоручик; № 4184; 20 ноября 1828
- Белич, Ефим Иванович; премьер-майор; № 160 (139); 5 октября 1771[13]
- Белич, Лев Николаевич; подполковник; № 6018; 3 декабря 1839
- Белкин, Михаил Фёдорович; лейтенант; № 9544; 6 декабря 1854
- Белкин, Фёдор Михайлович; ротмистр; № 2540 (1173); 3 января 1813
- Белле (Белли), Генрих Григорьевич (Генрихович); капитан 1-го ранга; № 1850; 26 ноября 1807
- Беллинсгаузен, Фаддей Фаддеевич; капитан-командор; № 3610; 16 декабря 1821
- Беллинсгаузен, Фёдор Иванович; подполковник; № 2890; 18 марта 1814
- Беллонин, Сергей Никитич; поручик; 11 ноября 1914 (посмертно)
- Белль, Андрей Карлович; подполковник; № 5783; 1 декабря 1838
- Белобородов, Алексей Тихонович; подполковник; 24 мая 1916
- Белов, Александр Иванович; генерал-майор; 11 сентября 1919
- Белов, Василий Ильич; поручик; 3 сентября 1905
- Белов, Евграф Васильевич; полковник; № 485; 26 ноября 1787
- Белов, Михаил Павлович; прапорщик; 19 апреля 1916 (посмертно)
- Белов, Николай Васильевич; генерал-майор; 1 июля 1915
- Белов, Яков Афанасьевич; подполковник; № 4831; 25 декабря 1833
- Беловарий, Фрол Иванович; капитан-лейтенант; № 3678; 13 февраля 1823
- Беловодский, Константин Семёнович; полковник; № 9097; 26 ноября 1853
- Беловодский, Николай Васильевич; подпоручик; 31 октября 1917 (посмертно)
- Белоглазов, Родион; штабс-капитан; № 8583; 26 ноября 1850
- Белоградский, Григорий Григорьевич; генерал-майор; № 3696; 26 ноября 1823
- Белогужев, Александр Николаевич; полковник; № 4686; 21 декабря 1832
- Белогужев, Павел Егорович; подполковник; № 6763; 3 декабря 1842
- Белозеров, Александр Александрович; капитан; 30 декабря 1915 (посмертно)
- Белозеров, Александр Анастасьевич; штабс-капитан; 22 марта 1905
- Белоконев, Александр Акимович; майор; № 6829; 3 декабря 1842
- Белокопытов, Иван Петрович; подполковник; № 1579; 26 ноября 1804
- Белокопытов, Семён Федорович; полковник; № 1449; 26 ноября 1802
- Белокреницкий, Иван Никитич; капитан; № 5894; 1 декабря 1838
- Белокуренко, Никита Фомич; капитан; 23 сентября 1915
- Белолипецкий, Валериан Ерофеевич; генерал-майор; 4 марта 1917
- Белолипский, Иван Иванович; подполковник; № 288; 26 ноября 1775
- Белопасов, Сергей Семёнович; капитан; № 6149; 3 декабря 1839
- Белопольский, Николай Александрович; штабс-капитан; 26 августа 1916
- Белоскурский, Эдуард Кильянович; полковник; № 6453; 5 декабря 1841
- Белостоцкий, Василий Дмитриевич; полковник; № 8201; 26 ноября 1849
- Белоусов, Александр Валентинович; капитан; № 6876; 3 декабря 1842
- Белоусов, Арефий Иванович; майор; № 6593; 5 декабря 1841
- Белоусов, Иван Андрианович; лейтенант; № 3245; 26 ноября 1816
- Белоусов, Иван Максимович; полковник; 13 ноября 1916
- Белоусов, Николай Михайлович; прапорщик; 26 августа 1916
- Белоусов, Павел Сергеевич; подполковник; 10 ноября 1914 (посмертно)
- Белоусович, Николай Иванович; штабс-капитан; 9 июня 1917
- Белугин, Василий Фёдорович; поручик; 11 марта 1917
- Белуха-Кохановский, Дмитрий Петрович; премьер-майор; № 905 (479); 18 марта 1792
- Белый, Василий Фёдорович; генерал-майор; 22 марта 1905
- Белый, Леонид Васильевич; капитан; 29 марта 1906 (по другим данным — 5 июня 1912)
- Бель, Карл Карлович; подполковник; № 5217; 1 декабря 1835
- Бельгард, Александр Александрович; генерал-майор; № 1929 (835); 10 апреля 1808
- Бельгард, Валериан Александрович; майор; № 6387; 27 апреля 1841
- Бельгард, Владимир Карлович; генерал-лейтенант; 5 января 1915 (посмертно)
- Бельгард, Карл Александрович; полковник; № 7131; 21 сентября 1844
- Белькович, Леонид Николаевич; генерал-майор; 13 января 1915
- Бельский, Артемий Ананьевич; генерал-майор; № 3091; 26 ноября 1816
- Бельский, Леонид Яковлевич; штабс-капитан; 25 ноября 1916 (посмертно)
- Бельфорт, Иван Фёдорович; подполковник; № 5022; 3 декабря 1834
- Бельчанский, Платон Фёдорович; майор; № 9439; 26 ноября 1854
- Белявский, Алексей Петрович; генерал-майор; 13 ноября 1916
- Белявский, Валерий Вячеславович; подполковник; 29 мая 1915
- Белявский, Владислав Станиславович; подпоручик; 14 апреля 1917
- Белявский, Иван Иванович; майор; № 4884; 25 декабря 1833
- Белявский, Константин Яковлевич; генерал-майор; № 6189; 11 декабря 1840
- Беляев, Алексей Кириллович (Кузьмич?); полковник; № 4061; 26 ноября 1827
- Беляев, Аполлон Михайлович; майор; № 10131; 26 ноября 1858
- Беляев, Герасим Герасимович; капитан; № 5649; 29 ноября 1837
- Беляев, Григорий Павлович; капитан 2-го ранга; 23 февраля 1904
- Беляев, Иван Алексеевич; прапорщик; 25 марта 1917
- Беляев, Иван Васильевич; капитан 3-го ранга; № 3684; 13 февраля 1823
- Беляев, Иван Тимофеевич; полковник; 30 декабря 1915
- Беляев, Иоаким Ананьевич; подпоручик; 27 января 1917 (посмертно)
- Беляев, Лев Павлович; полковник; 21 августа 1879
- Беляев, Михаил Павлович; прапорщик; 14 января 1916
- Беляев, Николай Семёнович; полковник; 19 мая 1915
- Беляев, Павел Иванович; капитан-лейтенант; № 8963; 1 февраля 1852
- Беляев, Пётр; надворный советник; № 1481; 15 декабря 1802
- Беляевский, Василий Николаевич; подъесаул; 15 октября 1916
- Беляевский, Пётр Леонтьевич; подъесаул; 7 января 1916 (посмертно)
- Беляков, Александр Васильевич; полковник; 19 мая 1915
- Беляков, Николай Александрович; штабс-капитан; 29 октября 1917
- Беляков, Павел Александрович; штабс-капитан; 9 октября 1917
- Белянин, Андрей Иванович; капитан-лейтенант; № 7506; 12 января 1846
- Белянин, Иван Лаврентьевич; поручик; 5 мая 1917
- Бендерский, Константин Александрович; полковник; № 3647; 13 февраля 1823
- Беневский, Хрисанф Михайлович; подпоручик; 4 апреля 1917 (посмертно)
- Бенескул, Тит Онуфриевич; полковник; 23 мая 1916
- Бенецкий, Павел Викторович; майор; № 5073; 3 декабря 1834
- Бенингсон; полковник; 13 ноября 1813 (возможно сведения о награждении являются ошибочными)
- Бениславский, Михаил Станиславович; поручик; 1 апреля 1917
- Бенкен, Карл Иванович; подполковник; № 4354; 19 декабря 1829
- Бенкендорф, Александр Христофорович; полковник; № 2411 (1044); 26 мая 1812
- Бенкендорф, Иван Иванович; генерал-майор; № 79; 25 ноября 1770
- Бенкендорф, Константин Константинович; полковник; № 7370; 1 июля 1845
- Бенкендорф, Константин Христофорович; подполковник; № 2547; 8 февраля 1813
- Бенкендорф, Христофор Иванович; полковник; № 452; 26 ноября 1786
- Беннет, Владимир Александрович; подпоручик; № 8135; 17 января 1849
- Беннигсен, Адам Леонтьевич; полковник; № 2688; 4 октября 1813
- Беннигсен, Карл Адамович; генерал-майор; № 9047; 26 ноября 1853
- Бентам, Самуил Иванович; полковник; № 525 (247); 14 июля 1788
- Бентковский, Бруно Антонович; полковник; № 4245; 1 января 1829
- Бенуа, Александр Михайлович; полковник; 19 мая 1915
- Бенцель,Андрей Филимонович; подполковник; № 358; 26 ноября 1782
- Бенянц, Николай Васильевич; штабс-капитан; 31 июля 1917
- Бер, Александр Густавович; полковник; № 5538; 29 ноября 1837
- Бер, Андрей фон; полковник; № 3635; 13 февраля 1823
- Бер, Канут Андреевич; капитан; № 6359; 11 декабря 1840
- Бер, Николай Карлович[14]; подполковник; № 5223; 1 декабря 1835
- Берг (Берх), Вилим Фёдорович; капитан; № 1076 (561); 9 ноября 1794
- Берг, Александр Борисович; полковник; № 6728; 3 декабря 1842
- Берг, Алексей Николаевич; подполковник; № 7212; 17 декабря 1844
- Берг, Бергард Максимович; полковник; № 1723 (709); 29 января 1807
- Берг, Григорий Максимович; генерал-майор; № 1826; 26 ноября 1807
- Берг, Густав фон; подполковник; № 730 (377); 18 мая 1790
- Берг, Карл Борисович; подполковник; № 5791; 1 декабря 1838
- Берг, Карл Иванович фон; подполковник; № 4469; 18 декабря 1830
- Берг, Карл Карлович; полковник; № 3191; 26 ноября 1816
- Берг, Любим Борисович; капитан-лейтенант; № 256; 26 ноября 1774
- Берг, Оскар Фабианович; прапорщик; 25 февраля 1907
- Берг, Пётр Борисович; полковник; № 6709; 3 декабря 1842
- Берг, Роман Борисович; ротмистр; № 5873; 1 декабря 1838
- Берг, Христиан; майор; № 1590; 26 ноября 1804
- Бергер, Александр Иванович; подполковник; № 3723; 26 ноября 1823
- Бергер, Иван Яковлевич; генерал-майор; № 1464; 15 декабря 1802
- Бергер, Карл фон; подполковник; № 1859; 26 ноября 1807
- Бергер-фон-дер-Плейсе, Иоганн; полковник австрийской службы; № 2960; 3 августа 1814
- Бергман, Вальтер; штабс-капитан; 13 ноября 1916
- Бергольц, Владимир Егорович; премьер-майор; № 868; 26 ноября 1791
- Бергольц, Логин Карлович; секунд-майор; № 788; 26 ноября 1790
- Бердеман, Иван Иванович; капитан 2-го ранга; № 8678; 26 ноября 1851
- Берды, Ураз; подполковник; 2 декабря 1916
- Бердяев, Александр Николаевич; полковник; № 1630 (660); 12 января 1806; 660
- Бердяев, Михаил Николаевич; штабс-ротмистр; № 2676; 15 сентября 1813
- Бердяев, Николай Михайлович; генерал-майор; № 548; 26 ноября 1788
- Бердяев, Сергей Александрович; подпоручик; 17 октября 1915
- Береговский, Николай Михайлович; штабс-капитан; 18 мая 1915 (посмертно)
- Бережанский, Александр Степанович; прапорщик; 1 сентября 1915
- Бережецкий, Андрей Андреевич; капитан; № 3127; 26 ноября 1816
- Бережнов, Александр Моисеевич; подполковник; № 6554; 5 декабря 1841
- Бережных, Александр Антонович; капитан; № 9302; 24 апреля 1854
- Березин, Алексей Андрианович; полковник; 7 апреля 1915
- Березин, Игорь Афанасьевич; подполковник; № 5011; 3 декабря 1834
- Березин, Илья Иванович; полковник; № 479; 26 ноября 1787
- Березницкий, Игнатий Семёнович; подполковник; № 5807; 1 декабря 1838
- Березовский, Александр Иванович; генерал-майор; 9 сентября 1915
- Березовский, Николай Иванович; подполковник; № 7796; 26 ноября 1847
- Беренгорст, Христофор Христианович; майор; № 2232; 26 ноября 1810
- Берендс, Густав Андреевич; подполковник; № 332; 26 ноября 1781
- Берендс, Карл Ильич; полковник; № 9061; 26 ноября 1853
- Беренов, Сергей Михайлович; поручик; 18 сентября 1905
- Беренс, Василий Вильгельмович[15]; майор; № 4239; 25 декабря 1828
- Беренс, Евгений Андреевич; капитан 1-го ранга; № 8855; 1 февраля 1852 (сведения о награждении 26 ноября 1848 г. являются ошибочными)
- Беренс, Евгений Андреевич; лейтенант; 23 февраля 1904
- Беренс, Клементий Игнатьевич; полковник; № 4547; 8 октября 1831
- Беренс, Матвей Соломонович; капитан-лейтенант; № 3865; 12 декабря 1824
- Беренс, Михаил Андреевич; капитан 2-го ранга; 8 сентября 1915
- Берестовский, Владимир Владимирович; прапорщик; 30 декабря 1915
- Бересторудь, Иван Петрович; штабс-капитан; 19 мая 1915
- Бересторудь, Николай Иванович; подполковник; 9 сентября 1915 (посмертно)
- Беридзе, Борис Иосифович; поручик; 5 мая 1917
- Беридзе, Дмитрий Иосифович; подполковник; 30 июня 1917
- Берилев, Александр Николаевич[16]; полковник; № 5954; 3 декабря 1839
- Беринг, Александр Иванович; лейтенант; № 1900; 26 ноября 1807
- Беринг, Иван Антонович; подполковник; № 8917; 1 февраля 1852
- Беринг, Михаил Антонович; подполковник; № 7209; 17 декабря 1844
- Беринг, Христиан Иванович; инженер-майор; № 687; 26 ноября 1789
- Берлезеев, Михаил Иванович; полковник; № 1771 (757); 26 апреля 1807
- Берлинг, Роберт Иванович; лейтенант; 23 февраля 1904
- Берлинский, Кесарь Степанович; капитан; № 7105; 4 декабря 1843
- Берлинский, Клавдий Степанович; капитан; № 6155; 3 декабря 1839
- Бермер (Берлир); полковник; № 2167 (954); 20 декабря 1809
- Бернадос, Егор Андреевич; полковник; № 1335; 26 ноября 1802
- Бернадос, Николай Пантелеймонович; подполковник; № 8460; 26 ноября 1850
- Бернадос, Пантелей Егорович; полковник; № 1347; 26 ноября 1802
- Бернар-де-Граве, Иван Христофорович; капитан-лейтенант; № 7530; 12 января 1846
- Бернатович, Константин Вацлавович; поручик; 2 января 1917 (посмертно)
- Бернацкий, Аполлон Иосифович; штабс-капитан; 19 мая 1915
- Бернацкий, Филипп Артемьевич; подполковник; № 5573; 29 ноября 1837
- Бернгард, наследный принц Саксен-Мейнингенский герцог Саксонский; 21 мая 1875
- Бернгардт, Владимир Андреевич; генерал-майор; 1 января 1878
- Берне, Раймонд; су-лейтенант французской службы; 22 февраля 1917
- Берников, Алексей Кузьмич; поручик; 13 ноября 1916
- Берников, Владимир Андреевич; сотник; 10 июня 1916 (посмертно)
- Берников, Павел Сергеевич; генерал-майор; № 4306; 19 декабря 1829
- Бернис, Теодор (Фёдор) Петрович; капитан; 23 мая 1916
- Берсенев, Владимир Львович; полковник; № 8205; 26 ноября 1849
- Берсенев, Михаил Николаевич; полковник; № 8646; 26 ноября 1851
- Бертран, Виктор; генерал-лейтенант бельгийской службы; 27 июля 1916
- Бертье, Маврикий Феликсович; полковник; № 6216; 11 декабря 1840
- Бертье-Делагард, Лев Александрович; капитан-лейтенант; № 8592; 26 ноября 1850
- Берх, Бернгард Иванович; капитан 1-го ранга; № 3752; 26 ноября 1823
- Берх, Иван Петрович фон; подполковник; № 4485; 18 декабря 1830
- Берх, Мориц Борисович; генерал-майор; № 4430; 18 декабря 1830
- Берхман, Александр Ермолаевич; капитан; № 6165; 28 февраля 1840
- Берхман, Александр Петрович; капитан; № 2758; 10 декабря 1813
- Берхман, Георгий Эдуардович; генерал от инфантерии; 26 июня 1916
- Берхман, Ермолай Астафьевич; генерал-майор; № 4312; 19 декабря 1829
- Берхман, Пётр Фёдорович; генерал-майор; № 1020; 26 ноября 1793
- Берхман, Фёдор Фёдорович; генерал-лейтенант; № 1517; 26 ноября 1803
- Берхман, Эдуард Фёдорович; полковник; № 9081; 26 ноября 1853
- Бершов, Георгий Маркович; штабс-капитан; 23 декабря 1878
- Бершов, Григорий Иванович; полковник; № 4561; 16 декабря 1831
- Бершов, Иван Фёдорович; подполковник; № 10117; 26 ноября 1858
- Бессин, Иван Мартынович; подполковник; № 853; 26 ноября 1791
- Бестужев, Григорий Васильевич; генерал-майор; № 5358; 6 декабря 1836
- Бестужев-Рюмин, Михаил Дмитриевич; полковник; № 3177; 26 ноября 1816
- Бетаки, Василий Афанасьевич; майор; № 8084; 26 ноября 1848
- Бетаки, Виктор Афанасьевич; майор; № 10132; 26 ноября 1858
- Бетанкур, Альфонс Августинович; генерал-майор; № 9039; 26 ноября 1853
- Бетанов, Александр Данилович; штабс-капитан; 18 мая 1915 (посмертно)
- Бетев, Аполлос Агафонович; полковник; № 5389; 6 декабря 1836
- Беттихер, Густав Иванович; генерал-майор; № 4198; 25 декабря 1828
- Беттихер, Мориц Иванович; полковник; № 3711; 26 ноября 1823
- Беттойя, Франческо; подполковник итальянской службы; 1916
- Бефани, Егор Иванович; капитан 3-го ранга; № 3767; 26 ноября 1823
- Бехлий, Фёдор Матвеевич; полковник; № 2086; 26 ноября 1809
- Бехтеев, Сергей Сергеевич (капитан-лейтенант); капитан-лейтенант; № 5091; 3 декабря 1834
- Бехтольд, Яков Яковлевич; поручик; 10 декабря 1917
- Бехттольсгейм, Антон; полковник австрийской службы; 27 декабря 1870
- Бешенцов, Пётр Фёдорович; капитан; № 142 (121); 1 августа 1771

## Би
- Бибер, Аполлон Александрович; подполковник; 13 января 1915 (посмертно)
- Биберштейн, Фёдор Кондратьевич фон; секунд-майор; № 1271; 26 ноября 1795
- Бибиков, Александр Александрович; капитан; № 638 (323); 9 июня 1789
- Бибиков, Александр Александрович (младший); полковник; № 10190; 26 ноября 1860
- Бибиков, Александр Петрович; полковник; № 6724; 3 декабря 1842
- Бибиков, Алексей Петрович; полковник; № 3639; 13 февраля 1823
- Бибиков, Аполлон Ильич; генерал-лейтенант; № 10030; 26 ноября 1857
- Бибиков, Василий Петрович; генерал-майор; № 6394; 5 декабря 1841
- Бибиков, Гавриил Ильич; премьер-майор; № 21 (21); 22 августа 1770
- Бибиков, Гавриил Степанович; майор; № 1487; 15 декабря 1802
- Бибиков, Дмитрий Гаврилович; поручик; № 2516 (1149); 23 декабря 1812
- Бибиков, Евгений Михайлович; штабс-капитан; 11 августа 1877
- Бибиков, Иван; поручик; № (312); 14 апреля 1789 (2 августа 1797 г. лишён всех чинов и орденов)
- Бибиков, Илларион Михайлович; генерал-майор; № 7388; 12 января 1846
- Бибиков, Илья Гаврилович; генерал-майор; № 4929; 3 декабря 1834
- Бибиков, Михаил; майор; № 1013; 26 ноября 1793
- Бибиков, Сергей Ильич; штабс-ротмистр; 19 апреля 1878
- Бибиков, Сергей Михайлович; штабс-ротмистр; 14 июня 1915 (посмертно)
- Бибиков, Степан Матвеевич; полковник; № 1954 (861); 20 мая 1808
- Бидерман, Павел Иванович фон; майор; № 7312; 17 декабря 1844
- Бижеич, Илья Семёнович; полковник; № 7975; 26 ноября 1848
- Бизюкин, Дмитрий Михайлович; капитан-лейтенант; № 2139; 26 ноября 1809
- Бизянов, Пётр Константинович; есаул; 11 декабря 1915
- Бизянов, Федот Григорьевич; полковник; № 7984; 26 ноября 1848
- Бикбулатов, Дмитрий Максимович; полковник; № 10107; 26 ноября 1858
- Бикбулатов, Максим Михайлович; подполковник; № 3210; 26 ноября 1816
- Бикбулатов, Яков Михайлович; полковник; № 3712; 26 ноября 1823
- Бикмеев, Султан-Гирей Гадиатулович; подполковник; 13 января 1916
- Билим-Колосовский, Матвей Васильевич; капитан-лейтенант; № 7679; 1 января 1847
- Билинский, Александр Константинович; полковник; 26 ноября 1914
- Биллов, Кондратий Петрович; капитан-лейтенант; № 743 (390); 6 июля 1790
- Биль, Вилим Христианович фон; секунд-майор; № 992; 26 ноября 1792
- Бильский, Фёдор Максимович; подполковник; № 8009; 26 ноября 1848
- Бильстин, Альберт Иванович; подпоручик; 6 сентября 1917 (посмертно)
- Бирзуль, Василий Петрович; подполковник; № 5667; 1 декабря 1838
- Бирилёв, Павел Андреевич; мичман; 16 апреля 1904
- Бирилёв, Николай Алексеевич; лейтенант; № 9586; 2 марта 1855
- Биршев, Степан Матвеевич; майор; № 5273; 1 декабря 1835
- Биршерт, Борис; поручик; 4 марта 1917
- Бирштет, Давид Иванович; капитан 2-го ранга; № 3346; 12 декабря 1817
- Бирштет, Иван Иванович; капитан-лейтенант; № 2034; 26 ноября 1808
- Бирюков, Иван; поручик; 26 августа 1919
- Бирюков, Лев Прокопьевич; есаул; № 9997; 26 ноября 1856
- Бирюков, Николай Павлович; полковник; 24 апреля 1915
- Бирюков, Прокофий Павлович; войсковой старшина; № 5318; 1 декабря 1835
- Бирюков, Сергей Иванович; полковник; № 6746; 3 декабря 1842
- Бирюлин, Александр Филиппович; генерал-майор; № 5925; 3 декабря 1839
- Бискупский, Василий Викторович; полковник; 10 июня 1915
- Бискупский, Константин Ксаверьевич; генерал-майор; 30 марта 1879
- Бисмарк, Фридрих Вильгельм; полковник вюртембергской службы; № 3005; 13 июля 1815
- Биснек, Рейн Рейнович; полковник; 24 ноября 1917
- Бистром; полковник; № 1775; 26 апреля 1807
- Бистром, Адам Антонович; подполковник; № 4667; 30 мая 1832
- Бистром, Адам Иванович; генерал-майор; № 2595; 11 июля 1813
- Бистром, Антон Антонович; подполковник; № 2590; 17 июня 1813
- Бистром, Густав Фёдорович; полковник; № 1341; 26 ноября 1802
- Бистром, Егор Антонович[17]; капитан; № 2757; 10 декабря 1813
- Бистром, Карл Иванович; полковник; № 1724 (710); 29 января 1807
- Бистром, Осип Васильевич; капитан; № 2057 (928); 15 февраля 1809
- Бистром, Родриг Григорьевич; генерал-майор; № 9340; 26 ноября 1854
- Бистром, Филипп (Егор, Фёдор) Антонович; капитан; № 2875; 13 марта 1814
- Битко, Иван Севастьянович; подпоручик; 19 ноября 1916
- Битнер, Карл Иванович; майор; № 8532; 26 ноября 1850
- Битнер, Пётр Владимирович; поручик; 25 ноября 1916 (посмертно)
- Битти, Дэвид; вице-адмирал английской службы; 22 июня 1916
- Битюк, Никита Андреевич; прапорщик; 22 марта 1917 (посмертно)
- Битюцкий, Пётр Никитич; прапорщик; 11 декабря 1915

## Бл
- Блавдзевич, Николай Павлович; подполковник; 12 ноября 1915
- Благовещенский, Алексей Афанасьевич; поручик; 2 октября 1916
- Благовещенский, Дмитрий Максимович; подполковник; № 2017; 26 ноября 1808
- Благовидов, Александр Николаевич; подполковник; 31 июля 1917 (посмертно)
- Благово, Владимир Фёдорович; подполковник; № 8496; 26 ноября 1850
- Благово, Константин Петрович; капитан; 1 сентября 1915
- Благосклонов, Сергей Александрович; штабс-капитан; 28 июля 1917 (посмертно)
- Блажиевский, Валентин Васильевич; полковник; № 4975; 3 декабря 1834
- Бландзевич, Игнатий Венедиктович; капитан; № 7102; 4 декабря 1843
- Бланкеннагель, Егор Иванович; полковник; № 1226; 26 ноября 1795
- Бланкеннагель, Иван Иванович; секунд-майор; № 576; 26 ноября 1788
- Бланов, Степан Петрович; капитан; № 2284 (991); 14 декабря 1810
- Бларамберг, Александр Иванович; полковник; № 6961; 4 декабря 1843
- Бларамберг, Иван Фёдорович; полковник; № 8626; 26 ноября 1851
- Блахин, Семён Васильевич; майор; № 8768; 26 ноября 1851
- Блек, Иоганн фон; подполковник; № 32 (32); 22 сентября 1770
- Блешинский, Иосиф Данилович; подполковник; № 8945; 1 февраля 1852
- Блинов, Иван Дмитриевич; подполковник; 8 июля 1915
- Блинов, Пётр Дмитриевич; подполковник; 7 июля 1907
- Блихер; премьер-майор; № 723 (370); 27 апреля 1790
- Блихер (Блюхер), фон; подполковник датской службы; № 114 (93); 12 мая 1771
- Блок, Карл Генрих Штефан фон; генерал-майор прусской службы; № 2584; 29 мая 1813 (нем. Karl Heinrich Stephan von Block)
- Блом, Оттон Гаврилович; полковник; № 6225; 11 декабря 1840
- Блом, Оттон; посланник Дании; № 4176; 1 октября 1828
- Блохин, Александр; поручик; 5 мая 1917
- Блохин, Константин Платонович; капитан 2-го ранга; 8 января 1907
- Блюм, Георг Георгиевич; штабс-капитан; № 5899; 1 декабря 1838
- Блюм, Фёдор Ермолаевич; генерал-майор; № 1666; 5 февраля 1806
- Блюм, Фёдор Ермолаевич; подполковник; № 8333; 28 ноября 1849
- Блюмберг, Антон Христофорович; капитан; 26 сентября 1916 (посмертно)
- Блюменталь, Леонард фон; генерал от инфантерии прусской службы; 27 декабря 1870
- Блюхер; подполковник прусской службы; № 2745; 13 ноября 1813

## Бо
- Боассель, Александр Филиппович; полковник; № 7771; 26 ноября 1847
- Боассель, Филипп Иванович; полковник; № 1852; 26 ноября 1807
- Бобарыкин, Николай Григорьевич; капитан; 12 августа 1917 (посмертно)
- Бобков, Василий Митрофанович; штабс-капитан; 30 июня 1917
- Бобковский, Антон Адольфович; штабс-капитан; 5 мая 1917
- Бобоедов, Василий Павлович; капитан-лейтенант; № 3439; 24 марта 1819
- Бобоедов, Никита Фёдорович; полковник; № 1737 (723); 10 февраля 1807
- Боборыкин, Михаил Фёдорович; подполковник; № 2168 (956); 20 декабря 1809
- Боборыкин, Николай Лукьянович; генерал-майор; № 10035; 26 ноября 1857
- Боборыкин, Николай Васильевич; поручик; № 658 (343); 22 августа 1789
- Бобриков, Георгий Иванович; генерал-майор; 23 декабря 1878
- Бобрищев-Пушкин, Георгий Александрович; штабс-капитан; 25 мая 1917 (посмертно)
- Бобров, Алексей Петрович; штабс-капитан; 3 апреля 1917 (посмертно)
- Бобров, Иван Иванович; сотник; 29 июля 1916
- Бобров, Николай Михайлович; капитан; 13 февраля 1905
- Бобровников, Михаил Михайлович; капитан; 23 апреля 1915
- Бобровский, Михаил Осипович; майор; № 7874; 26 ноября 1847
- Бобровский, Николай Матвеевич; полковник; № 10113; 26 ноября 1858
- Бобровский, Фёдор Абросимович; подполковник; № 5449; 6 декабря 1836
- Бобылев, Алексей Фёдорович; штабс-капитан; № 4272; 9 июня 1829
- Бобылев, Андрей Михайлович; подполковник; № 8241; 26 ноября 1849
- Бобылев, Евграф Фёдорович; майор; № 4236; 25 декабря 1828
- Бобылев, Константин Фёдорович; полковник; № 5136; 1 декабря 1835
- Бобылев, Михаил Андреевич; прапорщик; 11 декабря 1915 (посмертно)
- Бобылев, Нил Фёдорович; капитан; № 6126; 3 декабря 1839
- Бобылев, Павел Андреевич; подполковник; № 7019; 4 декабря 1843
- Бобырь, Павел Матвеевич; полковник; № 9670; 26 ноября 1855
- Бовин, Дмитрий Тимофеевич; поручик; 29 сентября 1915 (посмертно)
- Богаев, Григорий Андреевич; майор; № 7295; 17 декабря 1844
- Богаевский, Венедикт Григорьевич; полковник; № 5540; 29 ноября 1837
- Богаевский, Иван Яковлевич; подполковник; № 6521; 5 декабря 1841
- Богаевский, Николай Григорьевич; штабс-капитан; № 5672; 1 декабря 1838
- Богаевский, Павел Павлович; подполковник; 22 декабря 1915
- Богалдин, Александр Петрович; подполковник; 1 сентября 1915
- Богатко, Иероним Михайлович; майор; № 3850; 12 декабря 1824
- Богатырёв, Григорий Николаевич; полковник; 26 января 1917
- Богатырёв, Платон Захарович[18]; капитан; № 9468; 26 ноября 1854
- Богатырёв, Хаджи-Мурат Киримович; подпоручик; 6 сентября 1917 (посмертно)
- Богатыревич, Пётр Францевич; подпоручик; 23 сентября 1915 (посмертно)
- Богацкий, Иван Антонович; подполковник; № 9767; 26 ноября 1855
- Богацкий, Кондратий; капитан; № 5881; 1 декабря 1838
- Богачёв, Алексей Иванович; подполковник; 24 апреля 1915
- Богачёв, Матвей Иванович; полковник; № 8895; 1 февраля 1852
- Богданкевич, Станислав Иванович; подпоручик; 31 октября 1917
- Богданов, Александр Дмитриевич; поручик; 25 ноября 1916
- Богданов, Андрей Петрович; майор; № 4002; 26 ноября 1826
- Богданов, Василий Фёдорович; капитан; 20 мая 1915
- Богданов, Георгий Михайлович; бригадир; № 550; 26 ноября 1788
- Богданов, Дементий Иванович; подполковник; № 5443; 6 декабря 1836
- Богданов, Евграф Андреевич; капитан-лейтенант; № 2255; 26 ноября 1810
- Богданов, Иван Дмитриевич; капитан 2-го ранга; № 3682; 13 февраля 1823
- Богданов, Иван Миныч; майор; № 7488; 12 января 1846
- Богданов, Кузьма Семёнович; подполковник; № 5410; 6 декабря 1836
- Богданов, Михаил Васильевич; поручик; 28 августа 1917
- Богданов, Николай; штабс-капитан; № 7361; 17 декабря 1844
- Богданов, Николай Иванович; майор; № 1186 (616); 27 марта 1795
- Богданов, Пётр Иванович; капитан; № 9508; 26 ноября 1854
- Богданов, Пётр Никанорович; лейтенант; № 3437; 15 февраля 1819
- Богданов-Калинский, Варфоломей Андреевич; полковник; № 4953; 3 декабря 1834
- Богданович, Василий Иванович; подполковник; № 3408; 15 февраля 1819
- Богданович, Владимир Платонович; штабс-капитан; 29 августа 1916
- Богданович, Георгий; прапорщик; 19 мая 1915
- Богданович, Доминик Станиславович; майор; № 9190; 26 ноября 1853
- Богданович, Зиновий Карпович; подполковник; № 5422; 6 декабря 1836
- Богданович, Иван Евстафьевич; полковник; № 8197; 26 ноября 1849
- Богданович, Иван Фёдорович; генерал-майор; № 3877; 26 ноября 1826
- Богданович, Иван Фёдорович; полковник; № 3708; 26 ноября 1823
- Богданович, Игнатий Тимофеевич; подполковник; № 4488; 18 декабря 1830
- Богданович, Константин Петрович; капитан 2-го ранга; № 5040; 3 декабря 1834
- Богданович, Лука Фёдорович; капитан-лейтенант; № 3252; 26 ноября 1816
- Богданович, Модест Иванович; полковник; № 8191; 26 ноября 1849
- Богданович, Степан Андреевич; капитан-лейтенант; № 3604; 16 декабря 1821
- Богдановский, Андрей Васильевич; подполковник; № 2297 (1004); 21 июня 1811
- Богдановский, Григорий Фёдорович; майор; № 4155; 1 июля 1828
- Богдановский, Михаил Андреевич; подполковник; № 7001; 4 декабря 1843
- Богдасаров, Николай Микиртичевич; капитан; 27 января 1907
- Богдзевич, Алоизий Алоизиевич; подпоручик; № 10100; 18 декабря 1857
- Богинский, Евгений Владимирович; подпоручик; 20 ноября 1915
- Боголюбский, Василий Иванович; подпоручик; 2 января 1917 (посмертно)
- Боголюбский, Сергей Константинович; штабс-капитан; 5 мая 1917 (посмертно)
- Богомолец, Николай Фёдорович; полковник; 30 декабря 1915
- Богомолов, Трофим Павлович; штабс-капитан; № 6378; 11 декабря 1840
- Богорский, Фёдор Митрофанович; полковник; 31 октября 1917
- Богословский, Андрей Александрович; протоиерей, полковой священник; 10 ноября 1916
- Богоявленский, Александр; подпоручик; 7 февраля 1917
- Богужинский, Андрей Михайлович; капитан; № 3151; 26 ноября 1816
- Богуславский, Александр Андреевич; подполковник; № 2291 (998); 6 марта 1811
- Богуславский, Александр Иванович; подполковник; 5 мая 1917
- Богуславский, Дмитрий Иванович; подполковник; № 6803; 3 декабря 1842
- Богуш, Иван Михайлович; майор; № 9185; 26 ноября 1853
- Богушевский, Василий Дмитриевич; подполковник; № 4825; 25 декабря 1833
- Богушевский, Василий Станиславович; подпоручик; 27 января 1917 (посмертно)
- Боде, Лев Карлович; капитан; № 2773; 30 декабря 1813
- Боде, Николай Андреевич де; полковник; 29 марта 1906
- Бодиско, Александр Николаевич; полковник; № 6713; 3 декабря 1842
- Бодиско, Андрей Андреевич; полковник; № 5962; 3 декабря 1839
- Бодиско, Николай Андреевич; капитан-лейтенант; № 746 (393); 6 июля 1790
- Бодиско, Павел Андреевич; полковник; 22 марта 1917
- Бодиско, Фёдор Николаевич; лейтенант; № 4519; 18 декабря 1830
- Бодиско, Яков Андреевич; полковник; № 7976; 26 ноября 1848
- Бодрицкий, Пётр Михайлович; подпоручик; 24 апреля 1915
- Божанов, Евгений Иванович; поручик; 9 октября 1917 (посмертно)
- Боженко, Иосиф Иванович; поручик; 24 апреля 1915
- Бозе, Юлий фон; генерал от инфантерии прусской службы; 27 декабря 1870
- Бозилевич, Семён Иванович; майор; № 7308; 17 декабря 1844
- Бозо, Иван Пантелеевич; капитан-лейтенант; № 1874; 26 ноября 1807
- Бойе, Адольф Оттович; майор; № 7259; 17 декабря 1844
- Бойе, Ипполит Христофорович; поручик; 24 октября 1904
- Бойко, Андрей Филиппович; генерал-майор; № 7151; 17 декабря 1844
- Бойко, Василий Романович; подпоручик; 9 июня 1915
- Бойко, Даниил Павлович; штабс-капитан; 13 марта 1915
- Бойль (Брединг), Платон Алексеевич; капитан 1-го ранга; № 1530; 26 ноября 1803
- Бойль, Роман Платонович; капитан-лейтенант; № 3781; 26 ноября 1823
- Бойно-Родзевич, Сергей Аркадьевич; штабс-капитан; 1 сентября 1915
- Бойсман, Владимир Васильевич; мичман; 16 апреля 1904
- Бок, Борис Иванович; лейтенант; 7 июля 1907
- Бок, Карл Евстафьевич фон; бригадир; № 482; 26 ноября 1787
- Бокин, Константин Афанасьевич; штабс-капитан; 10 сентября 1919
- Бокуловский-Дощинский, Аркадий Осипович; полковник; № 8662; 26 ноября 1851
- Бокум, Карл Егорович; майор; № 4125; 26 ноября 1827
- Болбас, Сергей Степанович; штабс-капитан; 18 ноября 1917
- Болгарский, Пётр Васильевич; полковник; № 3187; 26 ноября 1816
- Болдевскуль, Иван Матвеевич; майор; № 7866; 26 ноября 1847
- Болдескул, Лев Иванович; подполковник; 13 января 1915
- Болдыжев, Иван Иванович; подполковник; 1877
- Болдырев, Александр Васильевич; полковник; № 8627; 26 ноября 1851
- Болдырев, Александр Владимирович; сотник; 26 августа 1916 (посмертно)
- Болдырев, Василий Георгиевич; полковник; 29 мая 1915
- Болдырев, Вячеслав Владимирович; штабс-капитан; 19 мая 1915
- Болдырев, Иван Иванович; полковник; № 7414; 12 января 1846
- Болдырев, Сергей Владимирович; хорунжий; 10 ноября 1914
- Болен, Лев Леонтьевич; полковник; № 3641; 13 февраля 1823
- Болен, Фёдор Леонтьевич; полковник; № 3707; 26 ноября 1823
- Болл, Альберт; лейтенант английской службы; 12 сентября 1916
- Болль, Егор Иванович фон; подполковник; № 4486; 18 декабря 1830
- Бологовский, Василий Фёдорович; капитан 2-го ранга; № 4754; 21 декабря 1832
- Бологовский, Дмитрий Николаевич; капитан; № 2705; 7 октября 1813
- Болотников, Алексей Ульянович; капитан; № 645 (330); 22 августа 1789
- Болотников, Андрей Николаевич; майор; № 7123; 19 февраля 1844
- Болотов, Алексей Павлович; полковник; № 7758; 26 ноября 1847
- Болотов, Семён Степанович; майор; № 9992; 26 ноября 1856
- Болтин, Иван Александрович; полковник; № 1470; 15 декабря 1802
- Болто-фон-Гогенбах, Густав-Вильгельм; подполковник; № 291 (237); 26 ноября 1775
- Болтышев, Виктор Иванович; подпоручик; 31 декабря 1916
- Болховитинов, Алексей Иосифович; полковник; 9 сентября 1915
- Болховитинов, Павел Павлович; подполковник; 4 марта 1917
- Болховский, Евгений Павлович; подполковник; 1 июня 1915
- Боль, Иван Карпович; полковник; № 966; 26 ноября 1792
- Больман, Казимир Казимирович; полковник; № 5703; 1 декабря 1838
- Большаков, Пётр Максимович (Михайлович); подпоручик; № 4655; 25 декабря 1831[19]
- Большев (Большов), Михаил Васильевич; капитан-лейтенант; № 3600; 16 декабря 1821
- Большев, Михаил Михайлович; капитан-лейтенант; № 7120; 4 декабря 1843
- Бомбах, Николай Викторович; капитан; 19 мая 1915
- Бондаровский, Станислав Иосифович; подполковник; № 8444; 26 ноября 1850
- Бондаренко, Андрей Иосифович; прапорщик; 25 сентября 1917
- Бондаренко, Василий Митрофанович; поручик; 31 июля 1917
- Бондаренко, Диодор Демьянович; подпоручик; 23 января 1917 (посмертно)
- Бондарчук, Александр Петрович; капитан; 11 марта 1915
- Бондырев, Сергей Сергеевич; штабс-ротмистр; 23 мая 1916 (посмертно)
- Боне-Рабассоми, Спиридон; подполковник сардинской службы; № 192 (164); 14 июля 1772
- Бонин, Борис Евгеньевич; капитан; 21 июня 1916
- Бонжан, Пётр Антонович; полковник; № 3071; 26 ноября 1816
- Бонк, Фёдор Данилович; премьер-майор; № 1108; 26 ноября 1794
- Бонч-Богдановский, Александр Михайлович; полковник (?); 20 августа 1916
- Бончук, Савва Романович; прапорщик; 9 марта 1915 (посмертно)
- Борбынец, Дмитрий Георгиевич; поручик; 11 декабря 1916
- Боргини, Анджело; майор; № 7878; 26 ноября 1847
- Борграф, Иван Фёдорович; майор; № 2510 (1143); 23 декабря 1812
- Бордвиг, Роберт Иванович; капитан-лейтенант; № 1880; 26 ноября 1807
- Бордзиловский, Алексей Александрович; поручик; 13 января 1915
- Бордзиловский, Антон Викентьевич; полковник; в 1919
- Борейша, Георгий Александрович; поручик; 21 июня 1915
- Борейша, Дементий Денисьевич; майор; № 4749; 21 декабря 1832
- Борейша, Степан Фомич; полковник; № 5709; 1 декабря 1838
- Борейшо, Александр Викторович; подпоручик; 1 сентября 1915
- Борениус, Пётр Иванович; полковник; № 7551; 1 января 1847
- Борзенко, Анантолий Евтихиевич; подполковник; 5 мая 1917
- Борзенко, Константин Алексеевич; майор; № 9169; 26 ноября 1853
- Борзенков, Александр Гаврилович; капитан 2-го ранга; № 7031; 4 декабря 1843
- Борзецов, Прокопий Александрович; подпоручик; 7 февраля 1917
- Борзиков, Александр Фёдорович; майор; № 8278; 26 ноября 1849
- Борзинский, Григорий Михайлович; штабс-капитан; 28 сентября 1905
- Борзов, Аполлон Семёнович; поручик; 5 мая 1878
- Борзяков, Иван Семёнович; подпоручик; 5 ноября 1916
- Борис Владимирович (великий князь); генерал-майор; 4 ноября 1914
- Борисевич, Митрофан Петрович; подпоручик; 9 июня 1915 (посмертно)
- Борисенков, Василий Васильевич; войсковой старшина; № 8093; 26 ноября 1848
- Бориславский, Иван Степанович; подполковник; № 4870; 25 декабря 1833
- Борисов, Александр Григорьевич; подъесаул; 19 мая 1915
- Борисов, Александр Иванович; прапорщик; 3 ноября 1915
- Борисов, Александр Иванович; вице-адмирал; № 1389; 26 ноября 1802 (сведения о награждении в 1790 г. являются ошибочными)
- Борисов, Александр Иванович; капитан 1-го ранга; № 9297; 24 апреля 1854
- Борисов, Алексей Иванович; поручик; 18 сентября 1917
- Борисов, Василий Иванович; капитан-лейтенант; № 656 (341); 22 августа 1789
- Борисов, Герасим Прокофьевич; капитан-лейтенант; № 4007; 26 ноября 1826
- Борисов, Евграф Алексеевич; капитан 2-го ранга; № 6064; 3 декабря 1839
- Борисов, Иван Александрович; подъесаул; 12 февраля 1907
- Борисов, Иван Борисович; подполковник; № 1011; 26 ноября 1793
- Борисов, Илларион Аверьянович; подполковник; № 8956; 1 февраля 1852
- Борисов, Михаил Иванович; капитан 1-го ранга; № 737 (384); 6 июля 1790
- Борисов, Сергей Александрович; полковник; 25 ноября 1916
- Борисов, Христофор Сергеевич; подполковник; № 2336; 26 ноября 1811
- Борисоглебский, Аркадий Михайлович; подполковник; 17 сентября 1918
- Борк, Константин Константинович; генерал-майор; 8 июля 1915
- Боркгаузен, Вильям Кондратьевич; подполковник; № 3110; 26 ноября 1816
- Борке, Карл Август Фердинанд фон; майор прусской службы; № 2570; 5 апреля 1813 (de:Karl August Ferdinand von Borcke)
- Борковский, Франц Казимирович; подполковник; № 9287; 6 февраля 1854
- Борн, Владимир Иосифович; подпоручик; 3 февраля 1916
- Борнсов, Иван; премьер-майор; № 1080; 26 ноября 1794
- Борнсов, Николай Иванович; подполковник; № 3665; 13 февраля 1823
- Боровик, Генрих Адамович; поручик; 26 сентября 1916
- Боровиков, Владимир Гаврилович; подполковник; 14 августа 1917
- Боровков, Николай Панкратьевич; полковник; 23 мая 1916 (посмертно)
- Боровский, Александр Александрович; подполковник; 6 апреля 1915
- Боровский, Александр Фёдорович; полковник; № 4406; 6 августа 1830
- Боровский, Антон Иванович; подполковник; № 8457; 26 ноября 1850
- Боровский, Николай Николаевич; подпоручик; 17 октября 1915
- Боровский, Фёдор Александрович; поручик; 4 марта 1917
- Боровский, Фёдор Артемьевич; полковник; № 891 (465); 18 марта 1792
- Бородий, Николай; подпоручик; 18 сентября 1917
- Бородин; штабс-капитан; № 2515 (1148); 23 декабря 1812
- Бородин, Александр Иванович; полковник; № 4577; 16 декабря 1831
- Бородин, Ксенофонт Фокиевич; войсковой старшина; № 7379; 27 ноября 1845
- Бородин, Михаил Никанорович; генерал-майор; 5 мая 1917
- Бородкин, Николай Иванович; майор; № 8522; 26 ноября 1850
- Бородкин, Фёдор; майор; № 1485; 15 декабря 1802
- Бороздин, Владимир Матвеевич; генерал-майор; № 3539; 16 декабря 1821
- Бороздин, Николай Михайлович; генерал-майор; № 1821 (806); 21 ноября 1807
- Борондуков, Александр Андреевич; капитан; № 6889; 3 декабря 1842
- Боронок, Алексей Никитич; капитан; 27 марта 1881
- Борсук, Филипп Андреевич; подпоручик; 28 июня 1916
- Борткевич, Пётр Данилович; поручик; 29 января 1915
- Бортников, Прохор Васильевич; сотник; 17 марта 1917 (посмертно)
- Боршов, Василий Михайлович; капитан 3-го ранга; № 3766; 26 ноября 1823
- Борщов, Адриан Воинович; штабс-капитан; 25 сентября 1917
- Борщов, Андриан Михайлович; генерал-майор; № 6177; 11 декабря 1840
- Боссе, Фёдор Эмильевич; капитан 2-го ранга; 7 июля 1907
- Бостаев, Семён Иосифович; капитан; № 6140; 3 декабря 1839
- Бот, Густав фон; подполковник прусской службы; № 2662; 9 сентября 1813 (de:Gustav von Both)
- Ботвинкин, Михаил Иванович; майор; № 7291; 17 декабря 1844
- Боткин, Дмитрий Евгеньевич; хорунжий; 29 декабря 1914 (посмертно)
- Боттом, Лаврентий Иванович; подполковник; № 4371; 19 декабря 1829
- Ботяновский-Скарчевский, Фёдор Карлович; майор; № 9455; 26 ноября 1854
- Боувер, Иван Васильевич; генерал-майор; № 683; 26 ноября 1789
- Боур, Карл Фёдорович; полковник; № 635 (320); 14 апреля 1789
- Боуфал, Евгений Станиславович; капитан; 4 марта 1917
- Бочаров, Василий Михайлович; штабс-капитан; 6 августа 1915
- Бочаров, Максим Семёнович; поручик; 30 июня 1917
- Бочеров, Василий; подполковник; № 5453; 6 декабря 1836
- Бочечкаров, Сергей Петрович; капитан 2-го ранга; № 8673; 26 ноября 1851
- Бочков, Афанасий Афанасьевич; майор; № 3585; 16 декабря 1821
- Бочков, Дмитрий Афанасьевич; майор; № 3586; 16 декабря 1821
- Бочковский, Николай Андреевич; полковник; 4 марта 1917
- Бошков, Мелентий Павлович; полковник; 3 сентября 1916
- Бошняк, Александр Александрович; лейтенант; 22 мая 1910
- Бояринов, Александр Николаевич; подпоручик; 22 мая 1915
- Бояринов, Николай Константинович; полковник; 17 мая 1915
- Бояринцев, Степан Андреевич; прапорщик; 20 ноября 1915

## Бр
- Брамс, Александр Иванович; полковник; № 3101; 26 ноября 1816
- Брагин, Александр Константинович; штабс-капитан; 23 апреля 1915
- Брадке, Иван Иванович; полковник; № 7781; 26 ноября 1847 — за выслугу лет
- Брадке, Михаил Фёдорович фон; генерал-майор; № 6692; 3 декабря 1842 — за выслугу лет
- Брадке, Павел Иванович; подполковник; № 9421; 26 ноября 1854 — за выслугу лет
- Брадке, Фёдор Иванович фон; полковник (генерал-майор); № 1466; 15 декабря 1802 — за выслугу лет
- Бразюлевич, Леон-Степан Устинович; штабс-капитан; 15 января 1917
- Брайко, Михаил Григорьевич; генерал-майор; № 4049; 26 ноября 1827
- Бракель, Владимир Владимирович; капитан; № 8098; 26 ноября 1848
- Бракер, Август Богданович; капитан; № 2626; 4 августа 1813
- Бралиан, Константин Емельянович; капитан-лейтенант; № 4909; 25 декабря 1833
- Брамс, Исаак Иванович; генерал-майор; № 323; 26 ноября 1781 — за выслугу лет
- Бранд, Иван Иванович; премьер-майор; 510; 26 ноября 1787
- Брандгоф, Пётр; секунд-майор; № 339; 26 ноября 1781
- Бранденбург, Фридрих Вильгельм фон; генерал-майор прусской службы; № 2613; 11 июля 1813
- Брандт, Иван Иванович; полковник; № 3901; 26 ноября 1826
- Брандт, Иван Иванович; подполковник; № 3201; 26 ноября 1816
- Брандт, Карл Карлович; майор; № 1642 (672); 29 января 1806
- Бранкман, Иван Иванович; майор; № 1378; 26 ноября 1802
- Брант, Василий Сергеевич; полковник; № 7557; 1 января 1847
- Братанов, Василий Николаевич; генерал-лейтенант; 21 мая 1915
- Братолюбов, Георгий Александрович; подпоручик; 31 июля 1917
- Браун, Иоганн Карл Людвиг; полковник прусской службы; № 2936; 15 мая 1814 (de:Johann Carl Ludwig Braun)
- Браун, Карл; подполковник; № 3574; 16 декабря 1821
- Браунфельд, Фриц Жанович; поручик; 29 октября 1917
- Брахович, Александр Антонович; майор; № 7482; 12 января 1846
- Бреверн, Александр Иванович; полковник; № 6405; 5 декабря 1841
- Бреверн, Александр Христофорович; подполковник; № 9320; 17 октября 1854
- Бреверн, Логин Христофорович; подполковник; № 6046; 3 декабря 1839
- Бреверн, Людвиг Иванович; ротмистр; № 7513; 12 января 1846
- Бреверн, Пётр Ермолаевич; подполковник; № 1918 (824); 3 февраля 1808
- Бреверн, Пётр Логинович; полковник; № 4945; 3 декабря 1834
- Бреверн, Христофор Логинович; полковник; № 3448; 26 ноября 1819
- Бриедис (Бреде) Фридрих Андреевич; поручик; 20 ноября 1914 (по другим данным 11 ноября 1914)
- Бредихин, Сергей Леонидович; штабс-ротмистр; 30 декабря 1915 (посмертно)
- Бредов, Николай-Павел-Константин Эмильевич; полковник; 3 февраля 1915
- Брежинский, Семён Петрович; генерал-майор; № 2823; 20 февраля 1814
- Брежинский, Михаил Петрович; полковник; № 4814; 25 декабря 1833[20]
- Брежинский, Пётр; капитан; № 5330; 1 декабря 1835
- Брежнев, Осип Иванович; подполковник; № 6993; 4 декабря 1843
- Брезгун, Василий Петрович; полковник; № 9687; 26 ноября 1855
- Брезгун, Михаил Петрович; майор; № 1379; 26 ноября 1802
- Брейер, Карл Евстафьевич фон; капитан-лейтенант; № 442; 26 ноября 1785
- Бреклинг, Яков Иванович; майор; № 50 (51); 1 ноября 1770[21]
- Бреклинг (Бреклин), Иван Яковлевич; подполковник; № 2051 (922); 15 февраля 1809
- Брем, Фёдор; майор; № 1867; 26 ноября 1807
- Бремер, Карл Иванович; подполковник; № 3953; 26 ноября 1826
- Бреннер, Евгений Георгиевич; капитан; 6 июля 1915
- Бреслер, Владимир Петрович; генерал-майор; 25 мая 1916
- Брещинский, Васлий Иванович; полковник; № 9686; 26 ноября 1855
- Бржезицкий, Станислав Люцианович; прапорщик; 17 декабря 1916 (посмертно)
- Бржезовский, Владимир Владимирович; подполковник; 29 мая 1915
- Бржезовский, Владимир Иванович; штабс-ротмистр; 12 ноября 1916
- Бржезовский, Лаврентий Мартынович; майор; № 2789; 20 января 1814
- Бржозовский, Николай Александрович; генерал-майор; 21 марта 1915
- Бригер, Николай Александрович; поручик; 25 марта 1916
- Бригман, Григорий Петрович фон; майор; № 101 (80); 28 января 1771
- Брижатый, Яков Маркелович; поручик; 26 января 1917 (посмертно)
- Бриземан фон Неттинг, Антон Карлович; генерал-майор; № 4677; 21 декабря 1832
- Брикнер, Богдан Константинович (Людвигович); подполковник; № 9771; 26 ноября 1855
- Брикнер, Людвиг Христофорович; капитан; № 8104; 26 ноября 1848
- Брикнер, Фёдор Христофорович; майор; № 8766; 26 ноября 1851
- Брилевич, Владимир Иванович; корнет; 26 марта 1916 (посмертно)
- Бриль, Александр Адамович; генерал-майор; № 4933; 3 декабря 1834
- Бриль, Вилим; подполковник; № 771; 26 ноября 1790
- Брильянов, Иван Иванович; полковник; 29 октября 1917 (посмертно)
- Бриммер, Адольф Козьмич; полковник; № 2014; 26 ноября 1808
- Бриммер, Густав; полковник; № 3551; 16 декабря 1821
- Бриммер, Константин Викторович; штабс-капитан; 11 декабря 1915
- Бриммер, Пётр Максимович; подполковник; № 5780; 1 декабря 1838
- Брин, Сергей Францевич фон; полковник; № 7547; 1 января 1847
- Бринк, Иван Фёдорович; полковник; № 144 (123); 3 августа 1771
- Бринкен, Александр Фридрихович фон дер; генерал-лейтенант; 25 октября 1914
- Бринкен, Карл Карлович; капитан; № 7913; 26 ноября 1847
- Бринкен, Фёдор Фёдорович фон; полковник; № 1229; 26 ноября 1795
- Бринкен, Христофор Александрович; генерал-майор; № 4050; 26 ноября 1827
- Бринкман, Герман Карлович фон; подполковник; № 5988; 3 декабря 1839
- Бринштейн, Александр Иванович; майор; № 4534; 25 июня 1831
- Брискорн, Александр Максимович; генерал-майор; № 2206; 26 ноября 1810
- Брискорн, Николай Иванович; подпоручик; № 4656; 25 декабря 1831
- Брискорн, Пётр Иванович; подполковник; № 9563; 28 декабря 1854
- Бровцын, Александр Алексеевич; капитан 2-го ранга; № 7464; 12 января 1846
- Бровцын, Александр Николаевич; капитан 1-го ранга; № 6255; 11 декабря 1840
- Бровцын, Алексей Сергеевич; капитан 1-го ранга; № 8169; 26 ноября 1849
- Бровцын, Николай Петрович; капитан-лейтенант; № 7676; 1 января 1847
- Бровцын, Сергей Михайлович; капитан-лейтенант; № 2366; 26 ноября 1811
- Броглио-Ревель, Гавриил Евстафьевич; полковник; № 2665; 15 сентября 1813
- Бродовский, Владимир Васильевич; капитан; 21 августа 1915
- Бродянский, Георгий Владимирович; полковник; 29 сентября 1919
- Бродянский, Сергей Михайлович; поручик; 26 апреля 1915
- Брозе, Александр Мартынович; полковник; № 3909; 26 ноября 1826
- Брозин, Павел Иванович; подполковник; № 2719; 20 октября 1813
- Брокгаузен, Вильгельм фон; майор прусской службы; № 1984 (892); 20 мая 1808
- Броккер, Фёдор Адамович; поручик; № 4652; 25 декабря 1831
- Броневич, Альфонс Клементьевич; подпоручик; 21 июня 1915 (посмертно)
- Броневич, Фёдор Антонович; подполковник; № 3827; 12 декабря 1824
- Броневский, Александр Богданович; капитан 2-го ранга; № 5088; 3 декабря 1834
- Броневский, Владимир Богданович; капитан-лейтенант; № 3427; 15 февраля 1819
- Броневский, Дмитрий Богданович; полковник; № 4783; 25 декабря 1833
- Броневский, Иван Николаевич; штабс-капитан; № 9884; 14 декабря 1855
- Броневский, Николай Богданович; майор; № 4122; 26 ноября 1827
- Броневский, Семён Богданович; генерал-майор; № 4318; 19 декабря 1829
- Броссе, Павел Фёдорович; полковник; № 6936; 4 декабря 1843
- Бротерус, Пётр Иванович; майор; № 6090; 3 декабря 1839
- Броун, Александр Яковлевич; подполковник; № 8012; 26 ноября 1848
- Броун, Андрей; подполковник; № 974; 26 ноября 1792
- Броун, Яков; полковник; № 1315; 26 ноября 1802
- Брукендаль, Франц Егорович[22]; бригадир; № 282; 26 ноября 1775
- Бруннер, Андрей Осипович; генерал-майор; № 9274; 30 ноября 1853
- Бруннов, Дмитрий Карлович; генерал-майор; № 1504; 26 ноября 1803[23]
- Бруннов, Михаил Дмитриевич; майор; № 4604; 16 декабря 1831
- Бруннов, Николай Иванович; подполковник; № 9734; 26 ноября 1855
- Бруно, Эдуард Даниилович; майор; № 8285; 26 ноября 1849
- Брунов, Егор Романович; полковник; № 7415; 12 января 1846
- Брусилов, Алексей Алексеевич; генерал от кавалерии; 23 августа 1914
- Брусилов, Алексей Николаевич; генерал-майор; № 7940; 26 ноября 1848
- Брусилов, Георгий Борисович; штабс-капитан; 26 августа 1916
- Бруцын, Иван Семёнович; подполковник; № 5764; 1 декабря 1838
- Брыков, Константин Евграфович; капитан; 24 апреля 1915
- Брылкин, Дмитрий Николаевич; лейтенант; № 9920; 4 июня 1856
- Брынза, Григорий Михайлович; подполковник; № 6556; 5 декабря 1841
- Брычев, Василий Осипович; майор; № 1622; 26 ноября 1804
- Брюгген, Фёдор Дмитриевич фон дер; полковник; № 5369; 6 декабря 1836
- Брюгген, Эраст Дмитриевич фон дер; генерал-майор; № 5922; 3 декабря 1839
- Брюзгин, Еремей Борисович; генерал-майор; № 1297; 26 ноября 1802
- Брюммер, Ермолай Яковлевич; полковник; № 7157; 17 декабря 1844
- Брюммер, Эдуард Владимирович; капитан; № 4250; 1 января 1829
- Брякилев, Алексей Иванович; подполковник; № 7804; 26 ноября 1847
- Брянов, Иван Ильич; штабс-капитан; 16 июня 1877
- Брянчанинов, Сергей Афанасьевич; полковник; № 391; 26 ноября 1784

## Бу
- Буасезон, Осип Павлович; ротмистр; № 2447 (1080); 9 ноября 1812
- Бублаев, Алексей Иванович; подпоручик; 9 сентября 1915 (посмертно)
- Бублик, Аким Петрович; полковник; № 6956; 4 декабря 1843
- Бублик, Афанасий Петрович; капитан; № 8101; 26 ноября 1848
- Бубнов, Андрей Иванович; капитан 3-го ранга; № 3516; 6 июня 1821
- Бубнов, Владимир Андреевич; капитан; № 8114; 26 ноября 1848
- Бубнов, Лев Андреевич; капитан 1-го ранга; № 9053; 26 ноября 1853
- Бубнов, Михаил Михайлович; штабс-капитан; 14 апреля 1917
- Бубнов, Фёдор Андреевич; капитан 1-го ранга; № 9300; 24 апреля 1854
- Бугаев, Абдурахман Ахмедович; подполковник; 15 октября 1916 (посмертно)
- Будаков, Яков; капитан; № 8107; 26 ноября 1848
- Будакович, Анатолий Павлович; подполковник; 22 марта 1917 (посмертно)
- Буданцев, Егор Васильевич; капитан; № 5340; 1 декабря 1835
- Будберг, Александр Иванович; генерал-майор; № 6681; 3 декабря 1842
- Будберг, Александр Богданович; полковник; № 7393; 12 января 1846
- Будберг, Андрей Яковлевич; полковник; № 451 (786); 26 ноября 1786
- Будберг, Василий Васильевич; генерал-майор; № 1800; 9 сентября 1807
- Будберг, Василий Егорович; полковник; № 7554; 1 января 1847
- Будберг, Карл Яковлевич; премьер-майор; № 617 (301); 14 апреля 1789
- Будберг, Карл Васильевич; полковник; № 2480 (1113); 23 декабря 1812
- Будберг, Яков Антонович; подполковник; № 1743 (729); 28 марта 1807
- Будвил, Григорий; майор; № 5476; 6 декабря 1836
- Будде, Александр Эммануилович; полковник; 5 мая 1878
- Будзилович, Пётр Михайлович; полковник; 30 декабря 1915
- Будзынский, Константин Андреевич; капитан; 1 июня 1915
- Будищев, Лев Иванович; капитан-лейтенант; № 8835; 26 ноября 1851
- Будкевич, Арсений Семёнович; поручик; 19 мая 1915
- Будняк, Григорий Алексеевич; поручик; 9 октября 1917
- Будынин, Сергей Михайлович; прапорщик; 24 мая 1916 (посмертно)
- Будянский, Дмитрий Аристархович; полковник; 25 ноября 1916
- Будянский, Николай Андреевич; подполковник; 28 сентября 1905
- Буевич, Пётр Михайлович; подполковник; № 9128; 26 ноября 1853
- Бужанский, Иван Романович; полковник; № 4560; 16 декабря 1831
- Бужбецкий, Александр Иванович; капитан; № 9213; 26 ноября 1853
- Бужбецкий, Иван Лаврентьевич; поручик; № 679 (364); 26 ноября 1789
- Бузин, Панкратий; премьер-майор; № (580); 1 января 1795; лишён ордена в 1805
- Буйвид, Иван Фридрихович; полковник (?); 27 января 1917
- Буйвид, Николай Францович; генерал-майор; № 4764; 25 декабря 1833
- Буйко, Николай-Владислав Иванович; капитан; 25 сентября 1917
- Буйносов, Василий; подполковник; № 773; 26 ноября 1790
- Бука, Амфилохий Яковлевич; майор; № 2672; 15 сентября 1813
- Букатин, Иван Семёнович; полковник; 27 января 1917
- Буковский, Александр Петрович; генерал-майор; 30 января 1915
- Букреев, Иван Григорьевич; подпоручик; 18 сентября 1916
- Букретов, Николай Андрианович; полковник; 2 февраля 1915
- Буксгевден, Иван Филиппович; полковник; № 1949 (856); 20 мая 1808
- Буксгевден, Людвиг фон; премьер-майор; № 982; 26 ноября 1792
- Буксгевден, Пётр Фёдорович, поручик, 1812—1813 (В списке Степанова — Григоровича отсутствует, в списке Судравского и в сенатских списках орден указан без точной даты.)
- Буксгевден, Фёдор Фёдорович; адъютант; № 240 (200); 26 ноября 1774
- Буланов, Василий Кузьмич; прапорщик; 22 мая 1915
- Буланин, Дмитрий Петрович; капитан-лейтенант; № 1671; 5 февраля 1806
- Булаткин, Алексей Семёнович; капитан; 7 февраля 1917
- Булатов, Александр Ильич; капитан; 20 июля 1916
- Булатов, Алексей Миронович; полковник; № 8419; 26 ноября 1850
- Булатов, Михаил Леонтьевич; генерал-майор; № 1502; 26 ноября 1803
- Булатов, Николай Ильич; генерал-лейтенант; 30 октября 1916
- Булатович, Александр Иванович; капитан; 9 сентября 1915
- Булатович, Станислав Антонович; майор; № 7045; 4 декабря 1843
- Булацель, Александр Сергеевич; поручик; 25 мая 1916 (посмертно)
- Булацель, Павел Ильич; полковник; № 6727; 3 декабря 1842
- Булашевич, Михаил; подполковник; № 3412; 15 февраля 1819
- Булгаков, Авраам Николаевич; генерал-майор; № 9651; 26 ноября 1855
- Булгаков, Антон Иванович; поручик; 10 июля 1878
- Булгаков, Василий; полковник; № 3930; 26 ноября 1826
- Булгаков, Егор Абрамович; полковник; № 892 (466); 18 марта 1792
- Булгаков, Павел Ильич; генерал-лейтенант; 13 января 1915
- Булгаков, Пётр Иванович; штабс-капитан; 23 ноября 1904
- Булгаков, Фёдор Васильевич; подполковник; № 3732; 26 ноября 1823
- Булгаков, Фёдор Петрович; капитан 1-го ранга; № 293; 26 ноября 1776
- Булгарин, Александр Петрович; подполковник; № 8702; 26 ноября 1851
- Булгаров, Дмитрий Гаврилович; полковник; № 5128; 1 декабря 1835
- Булгарчич, Матвей Иванович; генерал-майор; № 2084; 26 ноября 1809
- Булдаков, Матвей Дмитриевич; майор; № 155 (134); 19 августа 1771
- Булевский, Казимир Людвигович; майор; № 8991; 1 февраля 1852
- Булич, Николай Андреевич; капитан; 30 декабря 1915
- Булыгин, Александр Алексеевич; полковник; № 7184; 17 декабря 1844
- Булыгин, Аркадий Георгиевич; подпоручик; 6 июля 1915
- Булыгин, Дмитрий Александрович; генерал-майор; № 1302; 26 ноября 1802
- Булыгин, Степан Антонович; полковник; № 3821; 12 декабря 1824
- Бульмеринг, Евгений Михайлович; полковник; 1877
- Бульмеринг, Карл Богданович; полковник; № 6249; 11 декабря 1840
- Бульон, Александр Эммануилович; поручик; 27 января 1917 (посмертно)
- Бумажнов, Александр Тихонович; подполковник; № 10126; 26 ноября 1858
- Бумажнов, Иларион; полковник; № 1471; 15 декабря 1802
- Бунаков, Василий Александрович; полковник; 7 апреля 1878
- Бунаков, Василий Борисович; подполковник; № 5456; 6 декабря 1836
- Бунин, Алексей Николаевич; генерал-лейтенант; 21 июня 1915
- Буновский, Егор; секунд-майор; № 1263; 26 ноября 1795
- Буравцов, Александр Родионович; подполковник; 3 сентября 1873
- Бураго, Александр Петрович; капитан; 27 февраля 1878
- Бураго, Владимир Васильевич; штабс-капитан; 25 сентября 1917
- Бураков, Николай Николаевич; полковник; № 7411; 12 января 1846
- Бурачек, Степан Евлампиевич; прапорщик; 17 апреля 1916
- Бурачков, Аксентий Анисимович; капитан; № 7688; 1 января 1847
- Бурачков, Фёдор Анисимович; полковник; № 6738; 3 декабря 1842
- Бургард, Николай Иванович; генерал-майор; № 8351; 26 ноября 1850
- Бурдуков, Василий; полковник; № 1349; 26 ноября 1802
- Бурдюков, Иван Андреевич; капитан 1-го ранга; № 6760; 3 декабря 1842
- Буренин, Борис Анатольевич; подпоручик; 1 марта 1916
- Буренин, Николай Николаевич; капитан; 3 февраля 1915
- Буржинский, Иван Васильевич; подполковник; 10 июня 1915
- Буржинский, Станислав Эдуардович; подпоручик; 21 ноября 1915 или 25 июня 1916 (посмертно?)
- Бурзенко, Семён Алексеевич; капитан; № 8798; 26 ноября 1851
- Буримов, Вадим Петрович; штабс-капитан; 18 ноября 1916
- Буркат, Николай Иосифович; майор; № 7666; 1 января 1847
- Бурков, Александр Петрович; подполковник; 13 мая 1918
- Бурков, Пётр Леонидович; подполковник; 28 июля 1915
- Бурковский, Александр Оттович; полковник; 6 сентября 1917
- Бурковский, Алексей Тихонович; генерал-майор; № 8853; 1 февраля 1852
- Бурла-Гулаевский, Гордей; майор; № 4118; 26 ноября 1827
- Бурлин, Пётр Гаврилович; полковник; 4 марта 1917
- Бурман, Александр Ермолаевич; полковник; № 6210; 11 декабря 1840
- Бурматов, Степан Васильевич; поручик; 30 июня 1917 (посмертно)
- Бурмейстер, Адольф Христофорович; генерал-майор; № 4315; 19 декабря 1829
- Бурмейстер, Александр Анатольевич; подпоручик; 1 сентября 1915 (посмертно)
- Бурмейстер, Антон Карлович; подполковник; № 4173; 29 сентября 1828
- Бурмейстер, Карл Карлович; подполковник; № 5012; 3 декабря 1834
- Бурмейстер, Людвиг Фёдорович; подполковник; № 5014; 3 декабря 1834
- Бурмейстер, Пётр; подполковник; № 5450; 6 декабря 1836
- Бурмейстер, Фёдор Фёдорович; полковник; № 3699; 26 ноября 1823
- Бурмистров, Семён Куприянович; поручик; 5 мая 1917
- Бурнашев, Вавила Иванович; секунд-майор; № 1156 (586); 1 января 1795
- Бурнашев, Степан Данилович; премьер-майор; № 239 (199); 26 ноября 1774
- Бурнашев, Степан Степанович; капитан 2-го ранга; № 4491; 18 декабря 1830
- Бурневич, Матвей Яковлевич; подполковник; 23 ноября 1904
- Бурнос; подполковник; № 2174 (961); 17 марта 1810
- Буров, Пётр Никитич; полковник; 15 марта 1916
- Бурсак, Афанасий Фёдорович; полковник; № 2974; 17 сентября 1814
- Бурсо, Виктор Иосифович; полковник; 1 июня 1915
- Бурхановский, Василий Иванович; капитан-лейтенант; № 9789; 26 ноября 1855
- Бурхановский, Владимир Васильевич; лейтенант; № 2039; 26 ноября 1808
- Бурхановский, Иван Васильевич; капитан-лейтенант; № 2261; 26 ноября 1810
- Бурхановский, Фёдор Васильевич; капитан-лейтенант; № 3602; 16 декабря 1821
- Бурхардт, Эдуард; прапорщик; 1 июня 1915
- Бурцев, Иван Григорьевич; полковник; № 4181; 16 ноября 1828
- Буря, Николай Константинович; поручик; 20 ноября 1915 (посмертно)
- Буссау, Вильгельм Христофорович фон; подполковник; № 6507; 5 декабря 1841
- Буссе, Матвей; капитан-лейтенант; № 2265; 26 ноября 1810
- Буслаев, Василий Васильевич; поручик; 28 августа 1917
- Буслаев, Пётр Яковлевич; поручик; 4 февраля 1917 (посмертно)
- Буссов, Егор Семёнович фон; премьер-майор; № 866; 26 ноября 1791
- Буссов, Семён Евстафьевич; подполковник; № 2600; 11 июля 1813
- Бутаков, Александр Иванович; лейтенант; № 2040; 26 ноября 1808
- Бутаков, Александр Николаевич; лейтенант; 1808 г.; возможно одно лицо с А. И. Бутаковым
- Бутаков, Григорий Иванович; капитан-лейтенант; № 9038; 18 ноября 1853
- Бутаков, Григорий Николаевич; капитан-лейтенант; № 1615; 26 ноября 1804
- Бутаков, Василий Александрович; подпоручик; 4 марта 1917
- Бутаков, Дмитрий Иванович; полковник; 27 марта 1918
- Бутаков, Дмитрий Иванович; лейтенант; № 9610; 2 июня 1855
- Бутаков, Иван Николаевич; капитан-лейтенант; № 2251; 26 ноября 1810
- Бутаков, Николай Михайлович; капитан 2-го ранга; № 6381; 11 декабря 1840
- Бутаков, Пётр Иванович; подполковник; № 9409; 26 ноября 1854
- Бутенёв, Владимир Петрович; майор; № 5629; 29 ноября 1837
- Бутенёв, Иван Петрович; капитан-лейтенант; № 4140; 21 декабря 1827
- Буткевич, Александр Дмитриевич; полковник; № 833 (446); 26 марта 1791
- Буткевич, Виктор Иванович; капитан-лейтенант; № 6865; 3 декабря 1842
- Буткевич, Генрих Станиславович; майор; № 9805; 26 ноября 1855
- Буткевич, Григорий Григорьевич; подполковник; № 3459; 26 ноября 1819
- Буткевич, Николай Александрович; полковник; № 7769; 26 ноября 1847
- Буткевич, Фёдор Иванович; майор; № 10093; 26 ноября 1857
- Бутковский, Константин Алексеевич; подполковник; 3 июля 1915
- Бутковский, Николай Яковлевич; полковник; № 4574; 16 декабря 1831
- Бутлер, Иван Иванович; капитан 1-го ранга; № 3082; 26 ноября 1816
- Бутлеров, Александр Михайлович (младший); мичман; 16 апреля 1904
- Бутович, Александр Давидович; майор; № 7468; 12 января 1846
- Бутович, Александр Иванович; полковник; № 5137; 1 декабря 1835
- Бутович, Андрей Алексеевич; подполковник; № 6483; 5 декабря 1841
- Бутович, Андрей Иванович; полковник; № 4451; 18 декабря 1830
- Бутович, Василий Алексеевич; подполковник; № 7999; 26 ноября 1848
- Бутович, Павел Иванович; полковник; № 4813; 25 декабря 1833
- Бутовский, Егор Иванович; майор; № 9803; 26 ноября 1855
- Бутовский, Михаил Петрович; полковник; № 5721; 1 декабря 1838
- Бутовский Пётр Данилович; штабс-ротмистр; № 2188 (975); 27 июля 1810
- Бутурлин, Алексей Петрович; полковник; № 7391; 12 января 1846
- Бутурлин, Иван Иванович; полковник; № 8628; 26 ноября 1851
- Бутурлин, Михаил Петрович; генерал-майор; № 4915; 3 декабря 1834
- Бутурлин, Николай Александрович; полковник; № 6224; 11 декабря 1840
- Бутурлин, Сергей Петрович; генерал-майор; № 8603; 26 ноября 1851
- Бутусов, Пётр Дмитриевич; ротмистр; 15 октября 1904
- Бутчик, Михаил Михайлович; полковник; 13 января 1915
- Бутюгин, Константин Александрович; подпоручик; 21 марта 1915 (посмертно)
- Бухало, Михаил; подполковник; № 5452; 6 декабря 1836
- Бухаринов, Алексей; подполковник; № 7620; 1 января 1847
- Бухаров, Николай Иванович; полковник; № 6217; 11 декабря 1840
- Бухарин, Николай Григорьевич; полковник; № 4142; 25 января 1828
- Бухвостов, Иван Петрович; премьер-майор; № 55 (56); 1 ноября 1770
- Бухвостов, Иван Иванович; подполковник; № 3337; 12 декабря 1817
- Бухвостов, Иван Николаевич; подполковник; № 3391; 15 февраля 1819
- Бухвостов, Пётр; подполковник; № 2331; 26 ноября 1811
- Бухгольц, Адольф Иванович; майор; № 9458; 26 ноября 1854
- Бухгольц, Егор Иванович; подполковник; № 8960; 1 февраля 1852
- Бухгольц, Ефрем Иванович; полковник; № 1752 (738); 13 апреля 1807
- Бухгольц, Карл Карлович; генерал-майор; № 2083; 26 ноября 1809
- Бухгольц, Леонид Григорьевич; майор; № 34 (35); 22 сентября 1770
- Бухгольц, Отто Иванович; генерал-майор; № 3090; 26 ноября 1816
- Бухмейер, Александр Ефимович; полковник; № 5704; 1 декабря 1838
- Бухмейер, Андрей Астафьевич; полковник; № 3558; 16 декабря 1821
- Бухмейстер, Иван Христианович; лейтенант; № 2381; 26 ноября 1811
- Буцанов, Леонтий Иванович; подполковник; № 6267; 11 декабря 1840
- Бучек, Порфирий Андреевич; подпоручик; 1 июня 1915
- Бучинский, Николай Владимирович; поручик; 27 января 1917 (посмертно)
- Бучинский, Юлиан Юлианович; подполковник; 11 октября 1917
- Бучкеев, Дмитрий Иванович; майор; № 4403; 17 июля 1830
- Бучкиев, Гедеон Иванович; подполковник; № 7819; 26 ноября 1847
- Бучкиев, Иван Борисович; капитан; № 8134; 17 января 1849
- Бучнев, Иван Ильич; прапорщик; 2 января 1917 (посмертно)
- Буш, Арно Теодорович; титулярный советник; 24 мая 1915 (посмертно)
- Бушаков, Алексей Степанович; подполковник; № 6491; 5 декабря 1841
- Бушен, Воин Иванович; подполковник; № 6027; 3 декабря 1839
- Бушен, Николай Михайлович фон; подполковник; № 1028; 26 ноября 1793
- Бушен, Христиан Николаевич; полковник; № 3813; 12 декабря 1824
- Бушуев, Степан Михайлович; майор; № 2289 (996); 1 марта 1811
- Буюров, Василий Фёдорович; полковник; № 6420; 5 декабря 1841
- Буякович, Владимир Павлович; подполковник; № 8489; 26 ноября 1850

## Бы
- Быкадоров, Исаак Фёдорович; полковник; 19 мая 1915
- Быкадоров, Христофор Иванович; сотник; 21 июня 1915
- Быканов, Василий Фёдорович; поручик; 20 ноября 1915
- Быков, Александр Сергеевич; капитан; № 8120; 26 ноября 1848
- Быков, Василий Иванович; капитан-лейтенант; № 3378; 12 декабря 1817
- Быков, Василий Николаевич; прапорщик; 31 октября 1917 (посмертно)
- Быков, Василий Тимофеевич; майор; № 7660; 1 января 1847
- Быков, Владимир Васильевич; полковник; № 4208; 25 декабря 1828
- Быков, Владимир Михайлович; штабс-капитан; 27 июля 1916 (посмертно)
- Быков, Гавриил Евдокимович; поручик; 5 мая 1917
- Быков, Григорий Михайлович; полковник; № 4963; 3 декабря 1834
- Быков, Ефим Александрович; штабс-капитан; 29 сентября 1915
- Быков, Иван Степанович; майор; № 2821; 6 февраля 1814
- Быков, Лев; полковник; № 5401; 6 декабря 1836
- Быков, Николай Сергеевич; полковник; № 7961; 26 ноября 1848
- Быков, Пётр Иванович; майор; № 5058; 3 декабря 1834
- Быков, Пётр Тимофеевич; майор; № 5853; 1 декабря 1838
- Быков, Пётр Фёдорович; полковник; № 8377; 26 ноября 1850
- Быков, Фёдосей Михайлович; премьер-майор; № 986; 26 ноября 1792
- Быков, Феодосий Михайлович; генерал-майор; № 1707 (693); 5 января 1807
- Быковский; подполковник; № 2470; 22 ноября 1812
- Быковский, Василий Петрович; полковник; № 6204; 11 декабря 1840
- Быковский, Иван Григорьевич; подполковник; № 5804; 1 декабря 1838
- Быковский, Логин Демьянович; подполковник; № 5035; 3 декабря 1834
- Былдин, Иван Гаврилович; майор; № 4894; 25 декабря 1833
- Бырдин, Семён Николаевич; капитан-лейтенант; № 589 (273); 18 января 1789
- Бырка, Михаил Константинович; подпоручик; 17 октября 1915
- Быстрицкий, Иван Гаврилович; капитан-лейтенант; № 2362; 26 ноября 1811
- Быстрицкий, Иван Иванович; майор; № 8756; 26 ноября 1851
- Быстрицкий, Павел Константинович; штабс-капитан; 18 октября 1917 (посмертно)
- Быстров, Александр Васильевич; подполковник; № 5563; 29 ноября 1837
- Быстров, Пётр Иванович; подпоручик; 25 сентября 1916 (посмертно?)
- Быстров, Сергей Фёдорович; поручик; 24 ноября 1916 (посмертно)
- Быстроглазов, Василий Антонович; капитан; № 8561; 26 ноября 1850
- Быхалов, Василий Андреевич; полковник; № 2558 (1192); 26 марта 1813
- Бычевский, Константин Моисеевич; подпоручик; 12 марта 1915
- Быченский, Алексей Тимофеевич; капитан-лейтенант; № 2031; 26 ноября 1808
- Быченский, Иван Тимофеевич; капитан-командор (капитан 1-го ранга); № 2085; 26 ноября 1809
- Быченский, Михаил Тимофеевич; капитан 2-го ранга; № 1861; 26 ноября 1807
- Быченский, Пётр Михайлович; капитан-лейтенант; № 9166; 26 ноября 1853
- Быченский, Филипп Тимофеевич; капитан 2-го ранга; № 1422; 26 ноября 1802
- Быченский, Иван Тимофеевич; капитан-лейтенант; № 1674; 5 февраля 1806
- Бычков, Назарий Фомич; полковник; № 8668; 26 ноября 1851
- Бычков, Степан Михайлович; подполковник; № 6498; 5 декабря 1841
- Бычковский, Александр Константинович; подпоручик; 13 октября 1916 (посмертно)

## Бь—Бю—Бя
- Бьеркман, Герман Карлович; подполковник; 28 марта 1917
- Бьёрншерна, Магнус; генерал-майор шведской службы; № 2992; 21 мая 1815
- Бюлер, Карл Фёдорович; полковник; № 8370; 26 ноября 1850
- Бюльклей, Джонсон; полковник английской службы; 27 ноября 1914
- Бюргер, Карл Богданович; капитан; № 8807; 26 ноября 1851
- Бюрно, Карл Иванович; подполковник; № 4278; 30 августа 1829
- Бялков, Григорий; подполковник; № 5236; 1 декабря 1835
- Бялковский, Николай Петрович; штабс-капитан; 1 сентября 1915
- Бялозор, Юлиан Юлианович; генерал-майор; 6 ноября 1915
- Бялый, Леонард Онуфриевич; генерал-майор; № 9633; 26 ноября 1855